# 1854
Portal Geschichte | Portal Biografien | Aktuelle Ereignisse | Jahreskalender | Tagesartikel

◄ |
18. Jahrhundert |
19. Jahrhundert
| 20. Jahrhundert | ►

◄ |
1820er |
1830er |
1840er |
1850er
| 1860er | 1870er | 1880er | ►

◄◄ |
◄ |
1850 |
1851 |
1852 |
1853 |
1854
| 1855 | 1856 | 1857 | 1858 | ► | ►►
Staatsoberhäupter · Wahlen · Nekrolog  · Literaturjahr · Musikjahr   · Sportjahr
| Januar | Januar | Januar | Januar | Januar | Januar | Januar | Januar |
| Kw     | Mo     | Di     | Mi     | Do     | Fr     | Sa     | So     |
| ------ | ------ | ------ | ------ | ------ | ------ | ------ | ------ |
| 52     |        |        |        |        |        |        | 1      |
| 1      | 2      | 3      | 4      | 5      | 6      | 7      | 8      |
| 2      | 9      | 10     | 11     | 12     | 13     | 14     | 15     |
| 3      | 16     | 17     | 18     | 19     | 20     | 21     | 22     |
| 4      | 23     | 24     | 25     | 26     | 27     | 28     | 29     |
| 5      | 30     | 31     |        |        |        |        |        |

| Februar | Februar | Februar | Februar | Februar | Februar | Februar | Februar |
| Kw      | Mo      | Di      | Mi      | Do      | Fr      | Sa      | So      |
| ------- | ------- | ------- | ------- | ------- | ------- | ------- | ------- |
| 5       |         |         | 1       | 2       | 3       | 4       | 5       |
| 6       | 6       | 7       | 8       | 9       | 10      | 11      | 12      |
| 7       | 13      | 14      | 15      | 16      | 17      | 18      | 19      |
| 8       | 20      | 21      | 22      | 23      | 24      | 25      | 26      |
| 9       | 27      | 28      |         |         |         |         |         |

| März | März | März | März | März | März | März | März |
| Kw   | Mo   | Di   | Mi   | Do   | Fr   | Sa   | So   |
| ---- | ---- | ---- | ---- | ---- | ---- | ---- | ---- |
| 9    |      |      | 1    | 2    | 3    | 4    | 5    |
| 10   | 6    | 7    | 8    | 9    | 10   | 11   | 12   |
| 11   | 13   | 14   | 15   | 16   | 17   | 18   | 19   |
| 12   | 20   | 21   | 22   | 23   | 24   | 25   | 26   |
| 13   | 27   | 28   | 29   | 30   | 31   |      |      |

| April | April | April | April | April | April | April | April |
| Kw    | Mo    | Di    | Mi    | Do    | Fr    | Sa    | So    |
| ----- | ----- | ----- | ----- | ----- | ----- | ----- | ----- |
| 13    |       |       |       |       |       | 1     | 2     |
| 14    | 3     | 4     | 5     | 6     | 7     | 8     | 9     |
| 15    | 10    | 11    | 12    | 13    | 14    | 15    | 16    |
| 16    | 17    | 18    | 19    | 20    | 21    | 22    | 23    |
| 17    | 24    | 25    | 26    | 27    | 28    | 29    | 30    |

| Mai | Mai | Mai | Mai | Mai | Mai | Mai | Mai |
| Kw  | Mo  | Di  | Mi  | Do  | Fr  | Sa  | So  |
| --- | --- | --- | --- | --- | --- | --- | --- |
| 18  | 1   | 2   | 3   | 4   | 5   | 6   | 7   |
| 19  | 8   | 9   | 10  | 11  | 12  | 13  | 14  |
| 20  | 15  | 16  | 17  | 18  | 19  | 20  | 21  |
| 21  | 22  | 23  | 24  | 25  | 26  | 27  | 28  |
| 22  | 29  | 30  | 31  |     |     |     |     |

| Juni | Juni | Juni | Juni | Juni | Juni | Juni | Juni |
| Kw   | Mo   | Di   | Mi   | Do   | Fr   | Sa   | So   |
| ---- | ---- | ---- | ---- | ---- | ---- | ---- | ---- |
| 22   |      |      |      | 1    | 2    | 3    | 4    |
| 23   | 5    | 6    | 7    | 8    | 9    | 10   | 11   |
| 24   | 12   | 13   | 14   | 15   | 16   | 17   | 18   |
| 25   | 19   | 20   | 21   | 22   | 23   | 24   | 25   |
| 26   | 26   | 27   | 28   | 29   | 30   |      |      |

| Juli | Juli | Juli | Juli | Juli | Juli | Juli | Juli |
| Kw   | Mo   | Di   | Mi   | Do   | Fr   | Sa   | So   |
| ---- | ---- | ---- | ---- | ---- | ---- | ---- | ---- |
| 26   |      |      |      |      |      | 1    | 2    |
| 27   | 3    | 4    | 5    | 6    | 7    | 8    | 9    |
| 28   | 10   | 11   | 12   | 13   | 14   | 15   | 16   |
| 29   | 17   | 18   | 19   | 20   | 21   | 22   | 23   |
| 30   | 24   | 25   | 26   | 27   | 28   | 29   | 30   |
| 31   | 31   |      |      |      |      |      |      |

| August | August | August | August | August | August | August | August |
| Kw     | Mo     | Di     | Mi     | Do     | Fr     | Sa     | So     |
| ------ | ------ | ------ | ------ | ------ | ------ | ------ | ------ |
| 31     |        | 1      | 2      | 3      | 4      | 5      | 6      |
| 32     | 7      | 8      | 9      | 10     | 11     | 12     | 13     |
| 33     | 14     | 15     | 16     | 17     | 18     | 19     | 20     |
| 34     | 21     | 22     | 23     | 24     | 25     | 26     | 27     |
| 35     | 28     | 29     | 30     | 31     |        |        |        |

| September | September | September | September | September | September | September | September |
| Kw        | Mo        | Di        | Mi        | Do        | Fr        | Sa        | So        |
| --------- | --------- | --------- | --------- | --------- | --------- | --------- | --------- |
| 35        |           |           |           |           | 1         | 2         | 3         |
| 36        | 4         | 5         | 6         | 7         | 8         | 9         | 10        |
| 37        | 11        | 12        | 13        | 14        | 15        | 16        | 17        |
| 38        | 18        | 19        | 20        | 21        | 22        | 23        | 24        |
| 39        | 25        | 26        | 27        | 28        | 29        | 30        |           |

| Oktober | Oktober | Oktober | Oktober | Oktober | Oktober | Oktober | Oktober |
| Kw      | Mo      | Di      | Mi      | Do      | Fr      | Sa      | So      |
| ------- | ------- | ------- | ------- | ------- | ------- | ------- | ------- |
| 39      |         |         |         |         |         |         | 1       |
| 40      | 2       | 3       | 4       | 5       | 6       | 7       | 8       |
| 41      | 9       | 10      | 11      | 12      | 13      | 14      | 15      |
| 42      | 16      | 17      | 18      | 19      | 20      | 21      | 22      |
| 43      | 23      | 24      | 25      | 26      | 27      | 28      | 29      |
| 44      | 30      | 31      |         |         |         |         |         |

| November | November | November | November | November | November | November | November |
| Kw       | Mo       | Di       | Mi       | Do       | Fr       | Sa       | So       |
| -------- | -------- | -------- | -------- | -------- | -------- | -------- | -------- |
| 44       |          |          | 1        | 2        | 3        | 4        | 5        |
| 45       | 6        | 7        | 8        | 9        | 10       | 11       | 12       |
| 46       | 13       | 14       | 15       | 16       | 17       | 18       | 19       |
| 47       | 20       | 21       | 22       | 23       | 24       | 25       | 26       |
| 48       | 27       | 28       | 29       | 30       |          |          |          |

| Dezember | Dezember | Dezember | Dezember | Dezember | Dezember | Dezember | Dezember |
| Kw       | Mo       | Di       | Mi       | Do       | Fr       | Sa       | So       |
| -------- | -------- | -------- | -------- | -------- | -------- | -------- | -------- |
| 48       |          |          |          |          | 1        | 2        | 3        |
| 49       | 4        | 5        | 6        | 7        | 8        | 9        | 10       |
| 50       | 11       | 12       | 13       | 14       | 15       | 16       | 17       |
| 51       | 18       | 19       | 20       | 21       | 22       | 23       | 24       |
| 52       | 25       | 26       | 27       | 28       | 29       | 30       | 31       |

| Januar | Januar | Januar | Januar | Januar | Januar | Januar | Januar |
| Kw     | Mo     | Di     | Mi     | Do     | Fr     | Sa     | So     |
| ------ | ------ | ------ | ------ | ------ | ------ | ------ | ------ |
| 52     |        |        |        |        |        |        | 1      |
| 1      | 2      | 3      | 4      | 5      | 6      | 7      | 8      |
| 2      | 9      | 10     | 11     | 12     | 13     | 14     | 15     |
| 3      | 16     | 17     | 18     | 19     | 20     | 21     | 22     |
| 4      | 23     | 24     | 25     | 26     | 27     | 28     | 29     |
| 5      | 30     | 31     |        |        |        |        |        |

| Februar | Februar | Februar | Februar | Februar | Februar | Februar | Februar |
| Kw      | Mo      | Di      | Mi      | Do      | Fr      | Sa      | So      |
| ------- | ------- | ------- | ------- | ------- | ------- | ------- | ------- |
| 5       |         |         | 1       | 2       | 3       | 4       | 5       |
| 6       | 6       | 7       | 8       | 9       | 10      | 11      | 12      |
| 7       | 13      | 14      | 15      | 16      | 17      | 18      | 19      |
| 8       | 20      | 21      | 22      | 23      | 24      | 25      | 26      |
| 9       | 27      | 28      |         |         |         |         |         |

| März | März | März | März | März | März | März | März |
| Kw   | Mo   | Di   | Mi   | Do   | Fr   | Sa   | So   |
| ---- | ---- | ---- | ---- | ---- | ---- | ---- | ---- |
| 9    |      |      | 1    | 2    | 3    | 4    | 5    |
| 10   | 6    | 7    | 8    | 9    | 10   | 11   | 12   |
| 11   | 13   | 14   | 15   | 16   | 17   | 18   | 19   |
| 12   | 20   | 21   | 22   | 23   | 24   | 25   | 26   |
| 13   | 27   | 28   | 29   | 30   | 31   |      |      |

| April | April | April | April | April | April | April | April |
| Kw    | Mo    | Di    | Mi    | Do    | Fr    | Sa    | So    |
| ----- | ----- | ----- | ----- | ----- | ----- | ----- | ----- |
| 13    |       |       |       |       |       | 1     | 2     |
| 14    | 3     | 4     | 5     | 6     | 7     | 8     | 9     |
| 15    | 10    | 11    | 12    | 13    | 14    | 15    | 16    |
| 16    | 17    | 18    | 19    | 20    | 21    | 22    | 23    |
| 17    | 24    | 25    | 26    | 27    | 28    | 29    | 30    |

| Mai | Mai | Mai | Mai | Mai | Mai | Mai | Mai |
| Kw  | Mo  | Di  | Mi  | Do  | Fr  | Sa  | So  |
| --- | --- | --- | --- | --- | --- | --- | --- |
| 18  | 1   | 2   | 3   | 4   | 5   | 6   | 7   |
| 19  | 8   | 9   | 10  | 11  | 12  | 13  | 14  |
| 20  | 15  | 16  | 17  | 18  | 19  | 20  | 21  |
| 21  | 22  | 23  | 24  | 25  | 26  | 27  | 28  |
| 22  | 29  | 30  | 31  |     |     |     |     |

| Juni | Juni | Juni | Juni | Juni | Juni | Juni | Juni |
| Kw   | Mo   | Di   | Mi   | Do   | Fr   | Sa   | So   |
| ---- | ---- | ---- | ---- | ---- | ---- | ---- | ---- |
| 22   |      |      |      | 1    | 2    | 3    | 4    |
| 23   | 5    | 6    | 7    | 8    | 9    | 10   | 11   |
| 24   | 12   | 13   | 14   | 15   | 16   | 17   | 18   |
| 25   | 19   | 20   | 21   | 22   | 23   | 24   | 25   |
| 26   | 26   | 27   | 28   | 29   | 30   |      |      |

| Juli | Juli | Juli | Juli | Juli | Juli | Juli | Juli |
| Kw   | Mo   | Di   | Mi   | Do   | Fr   | Sa   | So   |
| ---- | ---- | ---- | ---- | ---- | ---- | ---- | ---- |
| 26   |      |      |      |      |      | 1    | 2    |
| 27   | 3    | 4    | 5    | 6    | 7    | 8    | 9    |
| 28   | 10   | 11   | 12   | 13   | 14   | 15   | 16   |
| 29   | 17   | 18   | 19   | 20   | 21   | 22   | 23   |
| 30   | 24   | 25   | 26   | 27   | 28   | 29   | 30   |
| 31   | 31   |      |      |      |      |      |      |

| August | August | August | August | August | August | August | August |
| Kw     | Mo     | Di     | Mi     | Do     | Fr     | Sa     | So     |
| ------ | ------ | ------ | ------ | ------ | ------ | ------ | ------ |
| 31     |        | 1      | 2      | 3      | 4      | 5      | 6      |
| 32     | 7      | 8      | 9      | 10     | 11     | 12     | 13     |
| 33     | 14     | 15     | 16     | 17     | 18     | 19     | 20     |
| 34     | 21     | 22     | 23     | 24     | 25     | 26     | 27     |
| 35     | 28     | 29     | 30     | 31     |        |        |        |

| September | September | September | September | September | September | September | September |
| Kw        | Mo        | Di        | Mi        | Do        | Fr        | Sa        | So        |
| --------- | --------- | --------- | --------- | --------- | --------- | --------- | --------- |
| 35        |           |           |           |           | 1         | 2         | 3         |
| 36        | 4         | 5         | 6         | 7         | 8         | 9         | 10        |
| 37        | 11        | 12        | 13        | 14        | 15        | 16        | 17        |
| 38        | 18        | 19        | 20        | 21        | 22        | 23        | 24        |
| 39        | 25        | 26        | 27        | 28        | 29        | 30        |           |

| Oktober | Oktober | Oktober | Oktober | Oktober | Oktober | Oktober | Oktober |
| Kw      | Mo      | Di      | Mi      | Do      | Fr      | Sa      | So      |
| ------- | ------- | ------- | ------- | ------- | ------- | ------- | ------- |
| 39      |         |         |         |         |         |         | 1       |
| 40      | 2       | 3       | 4       | 5       | 6       | 7       | 8       |
| 41      | 9       | 10      | 11      | 12      | 13      | 14      | 15      |
| 42      | 16      | 17      | 18      | 19      | 20      | 21      | 22      |
| 43      | 23      | 24      | 25      | 26      | 27      | 28      | 29      |
| 44      | 30      | 31      |         |         |         |         |         |

| November | November | November | November | November | November | November | November |
| Kw       | Mo       | Di       | Mi       | Do       | Fr       | Sa       | So       |
| -------- | -------- | -------- | -------- | -------- | -------- | -------- | -------- |
| 44       |          |          | 1        | 2        | 3        | 4        | 5        |
| 45       | 6        | 7        | 8        | 9        | 10       | 11       | 12       |
| 46       | 13       | 14       | 15       | 16       | 17       | 18       | 19       |
| 47       | 20       | 21       | 22       | 23       | 24       | 25       | 26       |
| 48       | 27       | 28       | 29       | 30       |          |          |          |

| Dezember | Dezember | Dezember | Dezember | Dezember | Dezember | Dezember | Dezember |
| Kw       | Mo       | Di       | Mi       | Do       | Fr       | Sa       | So       |
| -------- | -------- | -------- | -------- | -------- | -------- | -------- | -------- |
| 48       |          |          |          |          | 1        | 2        | 3        |
| 49       | 4        | 5        | 6        | 7        | 8        | 9        | 10       |
| 50       | 11       | 12       | 13       | 14       | 15       | 16       | 17       |
| 51       | 18       | 19       | 20       | 21       | 22       | 23       | 24       |
| 52       | 25       | 26       | 27       | 28       | 29       | 30       | 31       |

## Ereignisse

### Politik und Weltgeschehen

#### Krimkrieg
- 27. Februar: Großbritannien stellt Russland ein Ultimatum zum Rückzug seiner Truppen aus den osmanischen Provinzen Moldova und Walachei.
- 27./28. März: Mit der britischen und französischen Kriegserklärung an Russland erfolgt der Eintritt dieser Länder in den Krimkrieg.

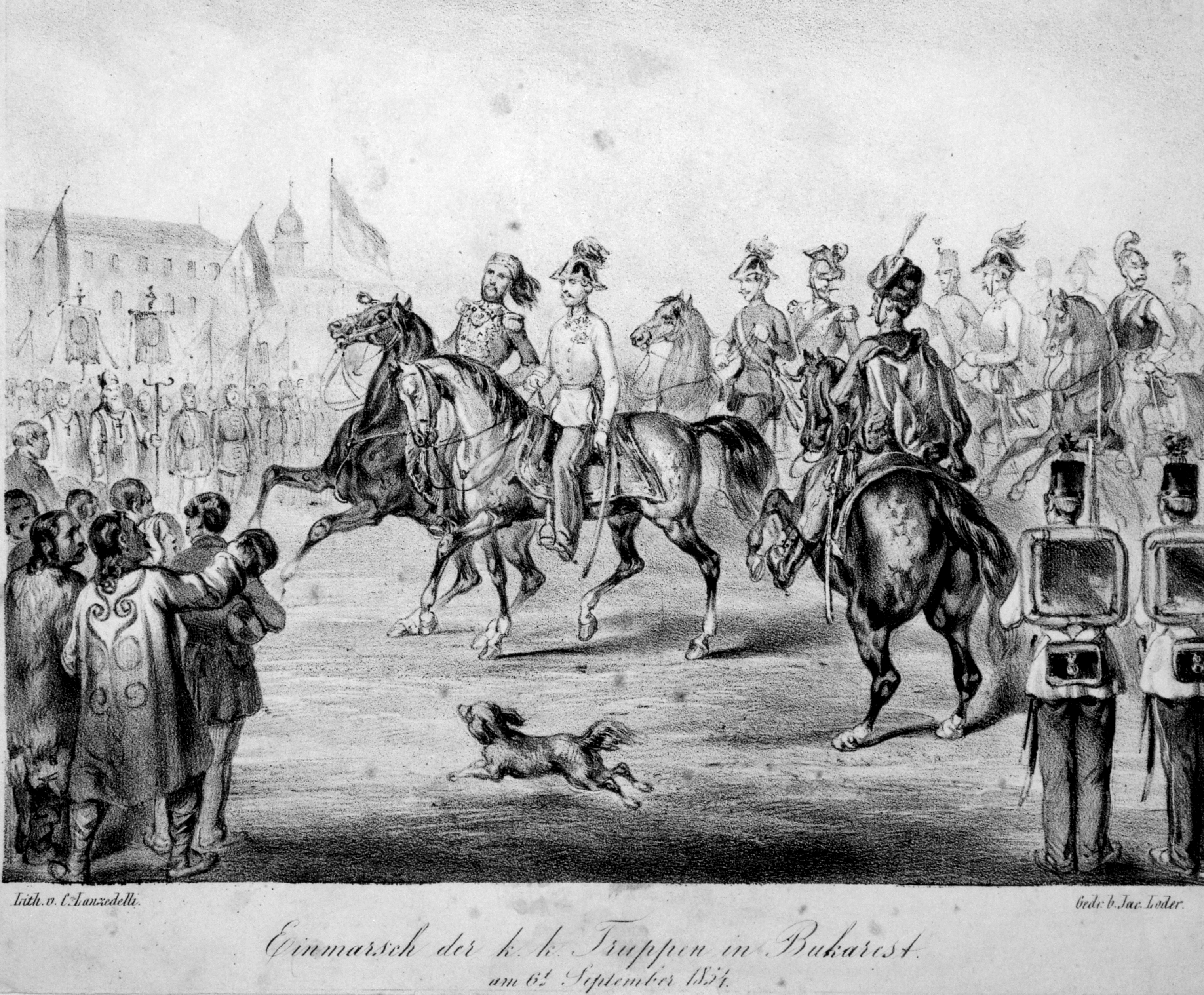
Österreichische Truppen marschieren im August in das von Russland geräumte Bukarest ein

- 3. Juni: Das Kaisertum Österreich fordert Russland auf, sich aus den Donaufürstentümern zurückzuziehen. Nach dem russischen Abzug besetzt es diese selbst, ohne jedoch weiters in Kampfhandlungen im Krieg einzugreifen.
- 14. September: Die Alliierten Briten und Franzosen landen auf der Halbinsel Krim.

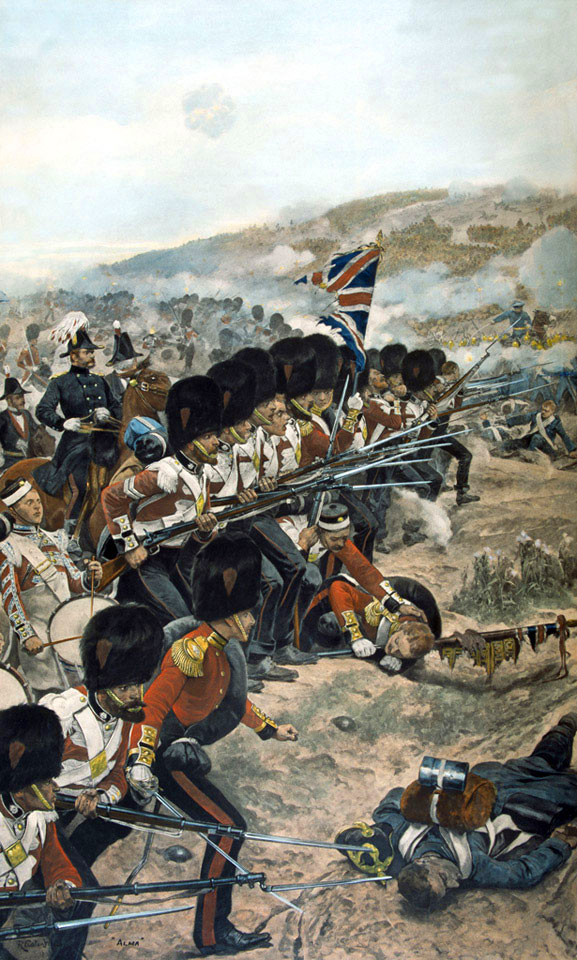
Schlacht an der Alma

- 20. September: In der Schlacht an der Alma erringen Briten und Franzosen ihren ersten Sieg gegen Russland.
- 5. Oktober: Im Krimkrieg beginnt der alliierte Beschuss von Sewastopol. Der Kampf um die russische Hafenstadt am Schwarzen Meer wird elf Monate dauern.
- 9. Oktober: Die Belagerung von Sewastopol beginnt.

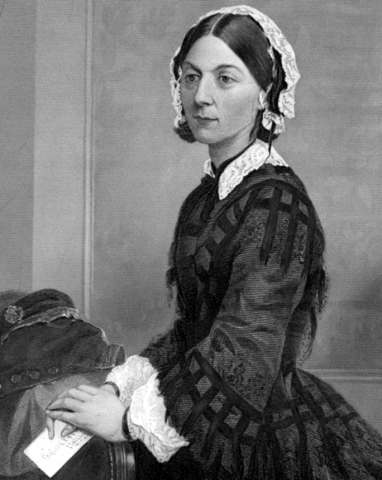
Florence Nightingale

- 21. Oktober: Mit 38 Krankenschwestern bricht Florence Nightingale zur Betreuung der Verwundeten in Richtung Krim auf. Sie trifft im November im Lazarett von Scutari ein, wo ihrem Team zunächst Misstrauen und Widerstand vonseiten der britischen Militärärzte entgegengebracht wird.

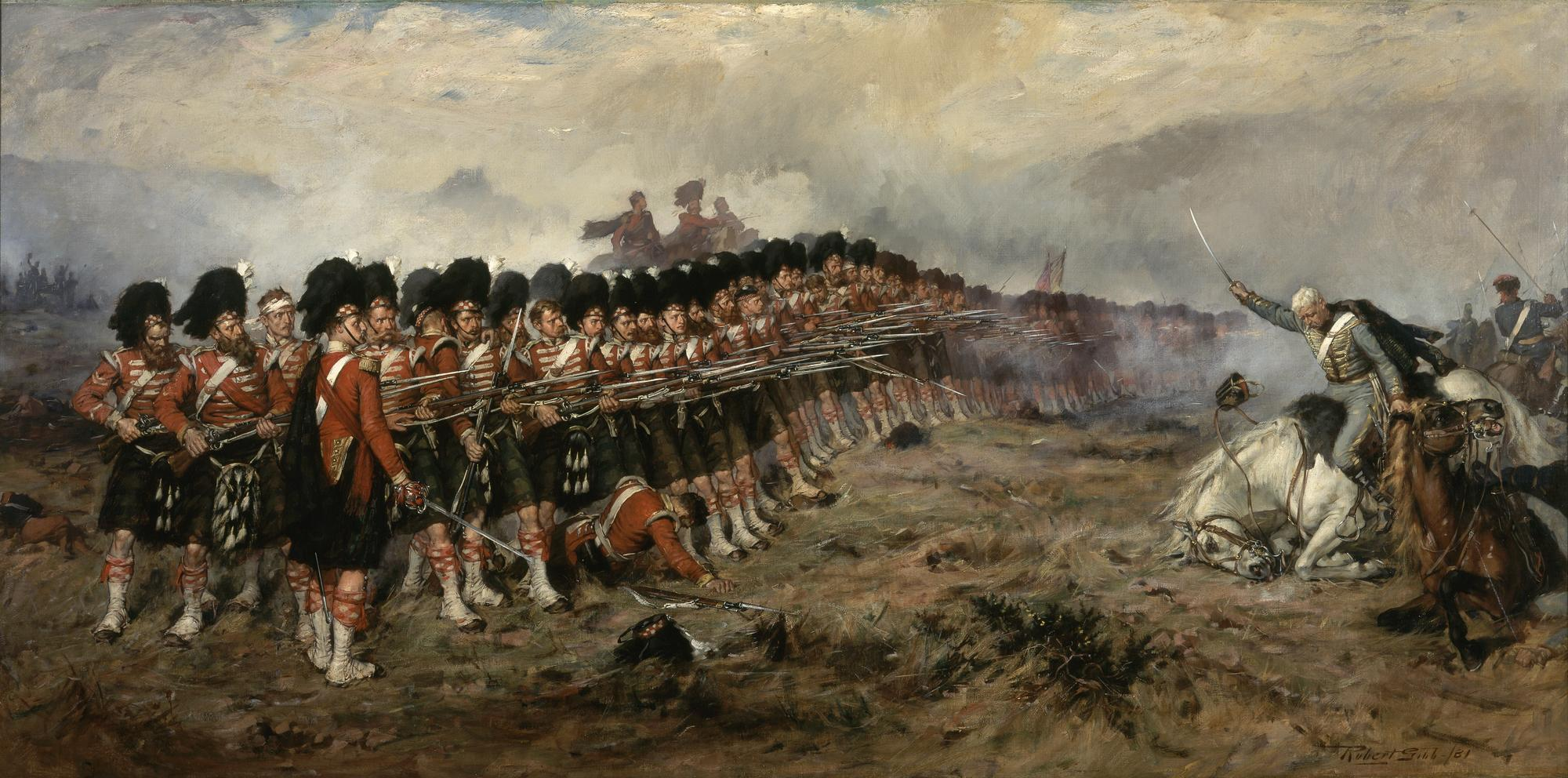
The Thin Red Line – Schlacht von Balaklawa

- 25. Oktober: In der Schlacht von Balaklawa kommt es zum Todesritt der leichten Brigade.

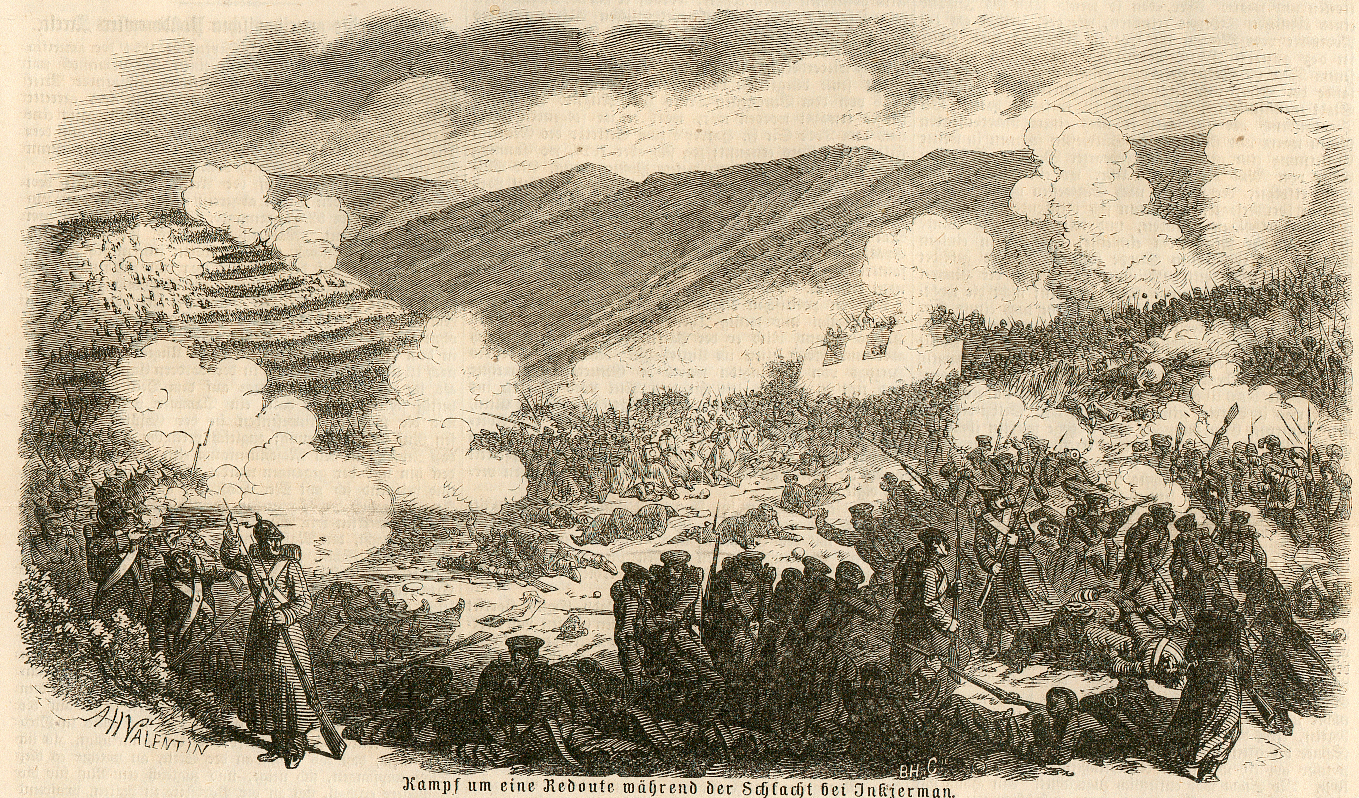
Schlacht von Inkerman

- 5. November: Die eingeschlossenen Russen versuchen einen Ausfall aus der belagerten Stadt Sewastopol, der in der Schlacht von Inkerman von Briten und Franzosen verhindert wird.
- 2. Dezember: Großbritannien, Frankreich und Österreich schließen das Wiener Dezemberbündnis gegen Russland.

#### Deutscher Bund
- 25. Mai: Bamberger Konferenz zur Stärkung des „Dritten Deutschlands“.
- 13. Juli: Arbeiter- und Arbeiterbildungsvereine werden auf Beschluss des Bundestages im Deutschen Bund verschärfter Verfolgung ausgesetzt. Es werden die Allgemeine Deutsche Arbeiterverbrüderung und alle anderen politischen Arbeitervereinigungen verboten; in Preußen bestand dieses Verbot bereits vorher seit 1850.
- 9. August: Thronwechsel in Sachsen; auf Friedrich August II. folgt sein Bruder Johann.

#### Italien
- 27. März: Herzog Karl III. wird in Parma auf offener Straße von einem Unbekannten niedergestochen. Der Tote war wegen seines Willkürregimes in der Bevölkerung verhasst.

#### Schweiz
- 1. Januar: Friedrich Frey-Herosé wird Bundespräsident der Schweiz.

#### Vereinigte Staaten

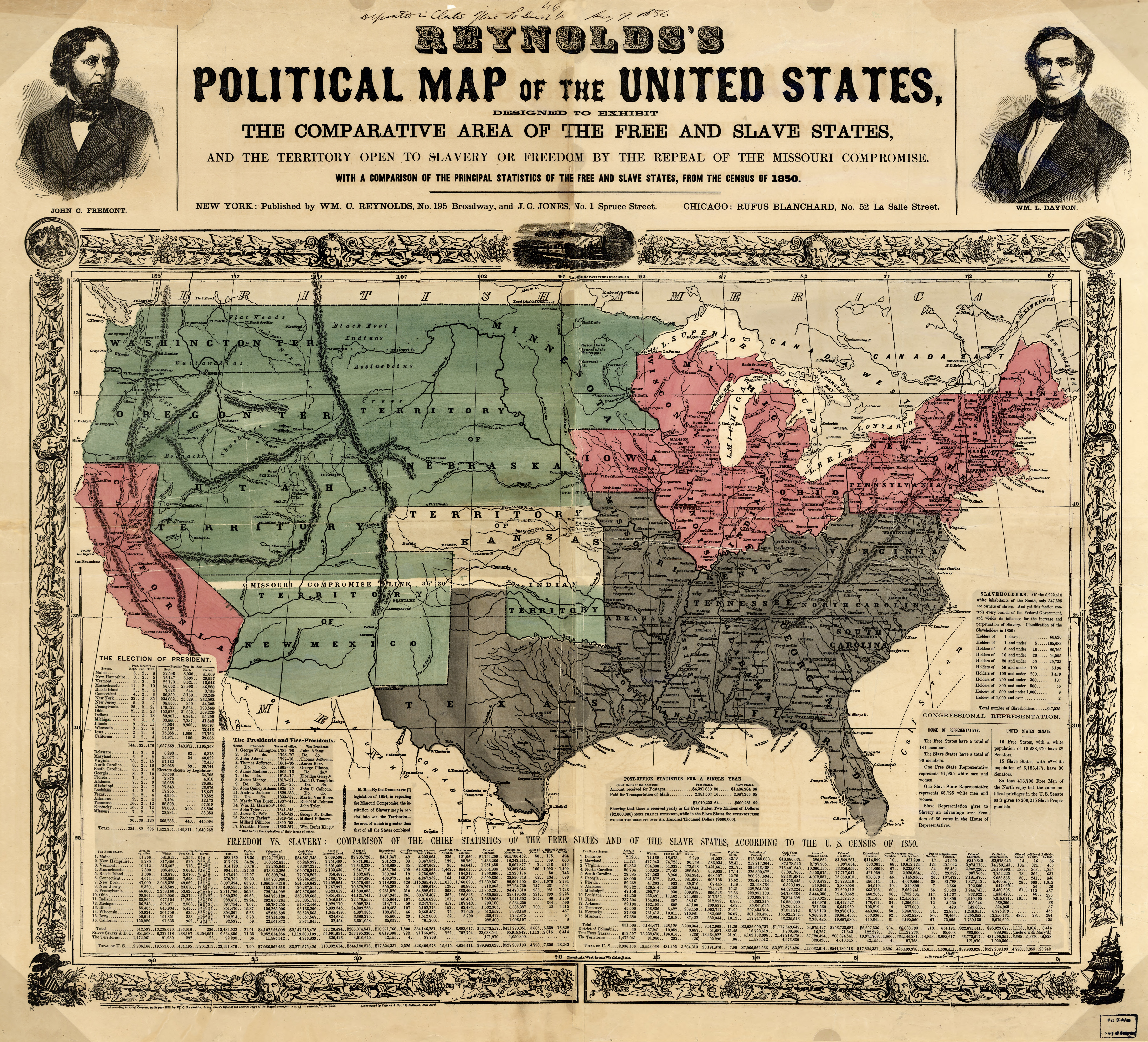
Die Vereinigten Staaten nach dem Kansas-Nebraska Act 1854

- 28. Februar: In Ripon (Wisconsin) wird die Republikanische Partei der Vereinigten Staaten gegründet, die sich gegen eine Ausbreitung der Sklaverei wendet. Ihr gehören viele Gegner des Kansas-Nebraska Act an.

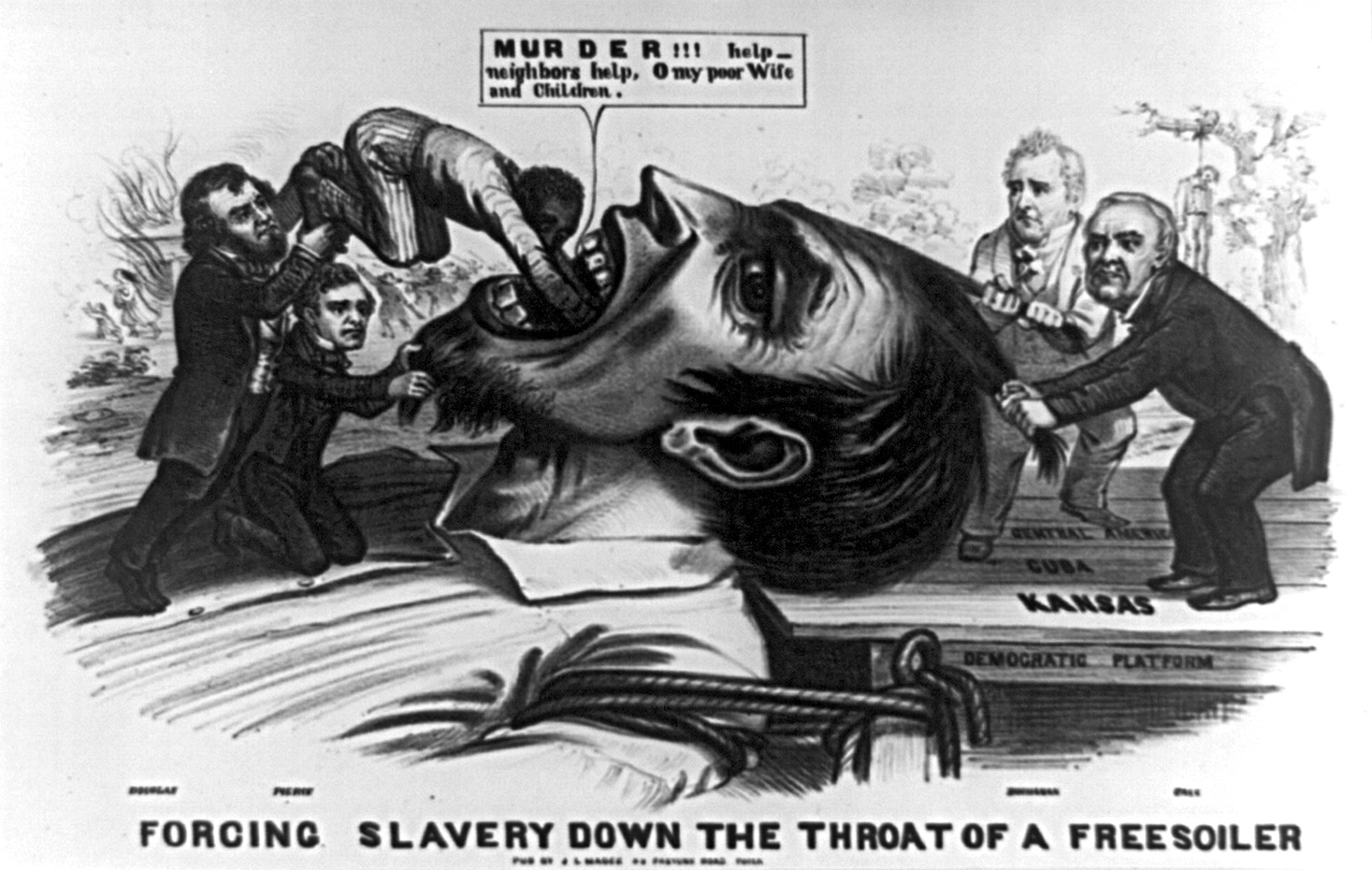
Karikatur zum Kansas-Nebraska-Act

- 30. Mai: Mit der Unterzeichnung durch US-Präsident Franklin Pierce tritt der Kansas-Nebraska Act in Kraft, mit dem das Kansas-Territorium und das Nebraska-Territorium als Territorien der Vereinigten Staaten gegründet werden. Gleichzeitig wird ein Teil des Missouri-Kompromisses aufgehoben, der die Sklaverei nördlich des 36. Breitengrades verboten hat.
- 19. August: Im Grattan-Massaker töten Indianer vom Lakota-Stamm der Brulé 29 Soldaten der US Army, nachdem zuvor ein Soldat den Häuptling Conquering Bear bei seinem Aufbruch vom Palaver erschossen hat. Im folgenden Jahr erfolgt eine Strafaktion gegen den Indianerstamm.

#### Mexiko
- 1. März: In Mexiko wird der auf die Absetzung Präsident Antonio López de Santa Annas abzielende Plan von Ayutla proklamiert.
- 13. Juli: Der Abenteurer und Vertreter des Panlatinismus Gaston de Raousset-Boulbon versucht mit 400 Freiwilligen die Stadt Guaymas im mexikanischen Staat Sonora einzunehmen und dort einen eigenen Staat zu gründen, wird aber geschlagen und vier Wochen später hingerichtet.

#### Weitere Ereignisse in Amerika

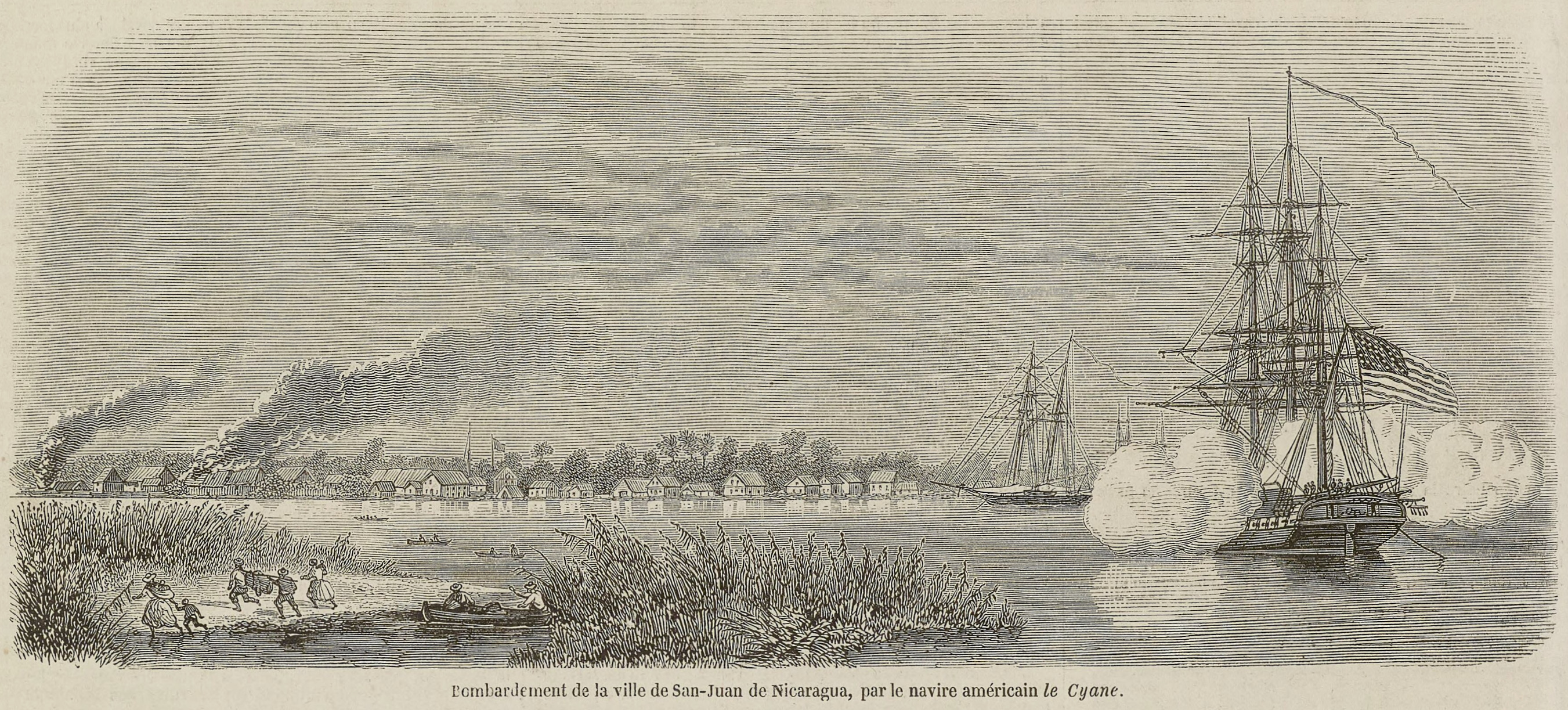
Bombardierung von Greytown durch die USS Cyane

- 13. Juli: Die nicaraguanische Kleinstadt Greytown wird von einem US-amerikanischen Kriegsschiff bombardiert und komplett zerstört, nachdem am 15. März ein US-amerikanischer Staatsbürger von den örtlichen Behörden festgenommen worden ist. Bei der Bombardierung von Greytown kommt niemand ums Leben, weil die vorgewarnte Bevölkerung in die umgebenden Wälder geflüchtet ist.

#### Japan
- 31. März: Commodore Matthew Perry und Shogun Tokugawa Ieyoshi unterzeichnen die Konvention von Kanagawa. Damit endet die Abschließung Japans.
- 4. Oktober: Japan vereinbart mit Großbritannien einen ähnlichen Freundschaftsvertrag, wie er kurz zuvor auf militärischen Nachdruck mit den USA zustande kam.

#### Ägypten
- 13. Juli: Der Khedive Abbas I. von Ägypten wird ermordet.

#### Australien

Die Eureka-Stockade-Flagge

- 3. Dezember: Der als Eureka Stockade bezeichnete Aufstand von Diggern in Australien wird von britischen Polizei- und Militärkräften niedergeschlagen. Diese Erhebung hat Signalwirkung zu einer demokratischen Entwicklung auf dem fünften Kontinent.

#### Entdeckungsfahrten
- 4. Januar: Kapitän William McDonald entdeckt die McDonaldinseln.

### Wirtschaft

#### Messen und Ausstellungen

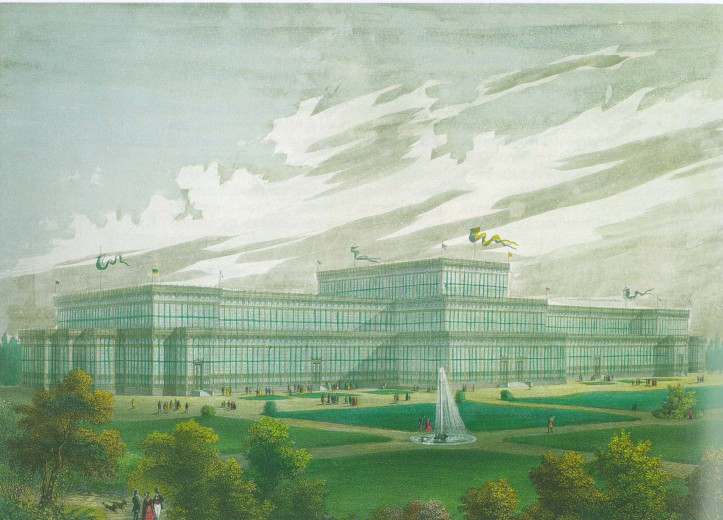
Das Ausstellungsgebäude (der Münchner „Glaspalast“)

- 15. Juli: In München findet die Erste Allgemeine Deutsche Industrieausstellung statt. Dazu wird der eigens errichtete Glaspalast nach dem Vorbild des Crystal Palace in London eröffnet.
- 1. November: Nach einer Ausstellungsdauer von über einem Jahr schließt die Exhibition of the Industry of All Nations in New York City mit einem Verlust von 300.000 Dollar ihre Pforten.

#### Notenbanken und Börsen
- 11. April: Die Frankfurter Bank entsteht als Notenbank des Stadtstaates Freie Stadt Frankfurt.
- In Buenos Aires wird als Nachfolger des Banco Mercantil die Wertpapierbörse Bolsa de Comercio de Buenos Aires gegründet.

#### Verkehr
- 17. Juli: Nach Abschluss der Bauarbeiten wird die Semmeringbahn für den Personenverkehr freigegeben. Sie ist die erste normalspurige Gebirgsbahn Europas.
- 17. Oktober: Mit vorwiegend französischem Kapital wird die Österreichisch-ungarische Staatseisenbahngesellschaft gegründet.
- 30. November: Mohammed Said erteilt Graf Ferdinand de Lesseps die Konzession zum Bau des Suezkanals.

#### Patente, Unternehmensgründungen und anderes
- 27. Juni: Der kanadische Geologe Abraham Gesner erhält für seine Erfindung des Kerosins in den Vereinigten Staaten Patentschutz.
- 18. Oktober: In Bremen wird das erste deutsche Seemannsheim in Betrieb genommen.

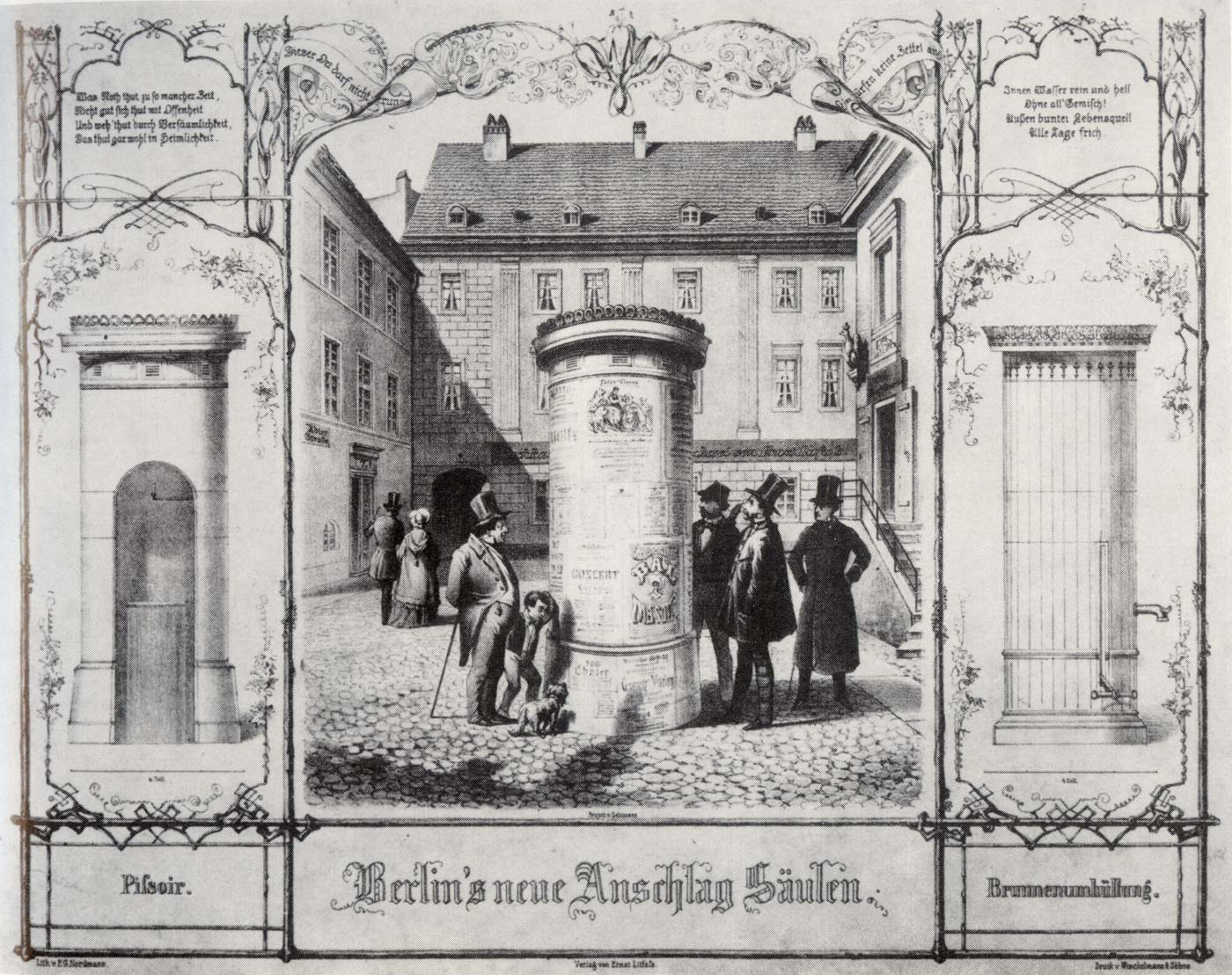
Zeitgenössische Lithographie zur ersten Berliner Litfaßsäule

- 5. Dezember: Der Berliner Polizeipräsident Karl Ludwig von Hinkeldey erteilt dem Drucker Ernst Litfaß die erste Genehmigung für seine „Annoncier-Säulen“. Litfaß bekommt von der Stadt Berlin überdies ein bis 1865 gültiges Monopol für die Aufstellung seiner Säulen.
- 26. Dezember: Die linksradikale Zürcher Wochenzeitschrift Freie Stimmen im Bezirke Zürich erscheint zum letzten Mal.

- Der Handwerker Louis Vuitton gründet in Paris die Kofferfirma Louis Vuitton Malletiert.
- Die Brüder Hietzgern beginnen in Krems an der Donau mit der Herstellung von süßem Kremser Senf. Johann Conrad Develey stellt erstmals bayerischen Senf her.
- Durch Fusion der Chemischen Fabrik Mannheim und Heilbronn mit der Chemischen Fabrik Neuschloss entsteht der Verein Chemischer Fabriken in Mannheim.

### Wissenschaft und Technik
- 7. Februar: Der Schweizerische Bundesrat verabschiedet das Bundesgesetz zur Errichtung einer eidgenössischen polytechnischen Schule, der heutigen ETH Zürich.
- 17. Juli: Als erste normalspurige Gebirgsbahn wird im Kaisertum Österreich die von Carl von Ghega geplante Semmeringbahn für den Personenverkehr freigegeben.
- 26. August: Der französische Erfinder Charles Bourseul beschreibt in der Zeitschrift L'illustration das Telefon. Er wird jedoch nicht ernst genommen und verfolgt seine Idee nicht weiter.
- 3. November: Die Katholische Universität von Irland beginnt mit ihren ersten Vorlesungen.

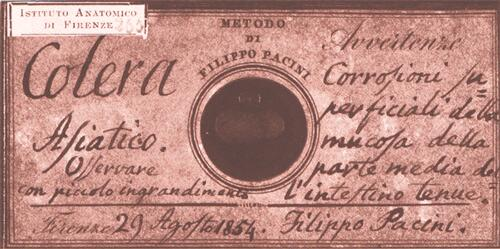
1854 von Pacine angefertigter Objektträger mit Choleraerregern

- Der italienische Mediziner Filippo Pacini entdeckt das Bakterium vibrio cholerae, den Erreger der Cholera.
- J. E. Taylor entdeckt die sumerische Stadt Eridu wieder (siehe 1918 und 1948).
- Antonio Santi Giuseppe Meucci erfindet das Telefon.

### Kultur

#### Bildende Kunst
- Gründung der Staatlichen Akademie der Bildenden Künste Karlsruhe

#### Musik und Theater
- 16. Februar: An der Pariser Opéra-Comique wird die Oper L’étoile du nord (Nordstern) von Giacomo Meyerbeer uraufgeführt. In einer veränderten zweiten Fassung hat die Oper am 19. Juli auch am Royal Opera House in London Premiere. Für dieses Werk verwendete Meyerbeer sechs Nummern aus seinem Singspiel Ein Feldlager in Schlesien. Ludwig Rellstab übersetzt das Libretto von Eugène Scribe noch im selben Jahr, und Ende 1854 kann die Oper in Stuttgart auf die Bühne gebracht werden.
- 22. März: Die Uraufführung der Oper Die Nibelungen von Heinrich Dorn findet in Weimar statt.
- 20. April: Die Oper Die Bilderstürmer von Johann Friedrich Kittl hat ihre Uraufführung am Ständetheater in Prag.
- 30. Mai: In Bari wird das ein Jahr später zu Ehren des in der Stadt geborenen Komponisten Niccolò Piccinni benannte Opernhaus Teatro Piccinni eröffnet.
- 11. Juni: Das Lied Die Wacht am Rhein von Max Schneckenburger wird mit der Musik von Carl Wilhelm anlässlich der Silberhochzeit des preußischen Prinzen Wilhelm, des späteren Kaisers Wilhelm I., uraufgeführt.

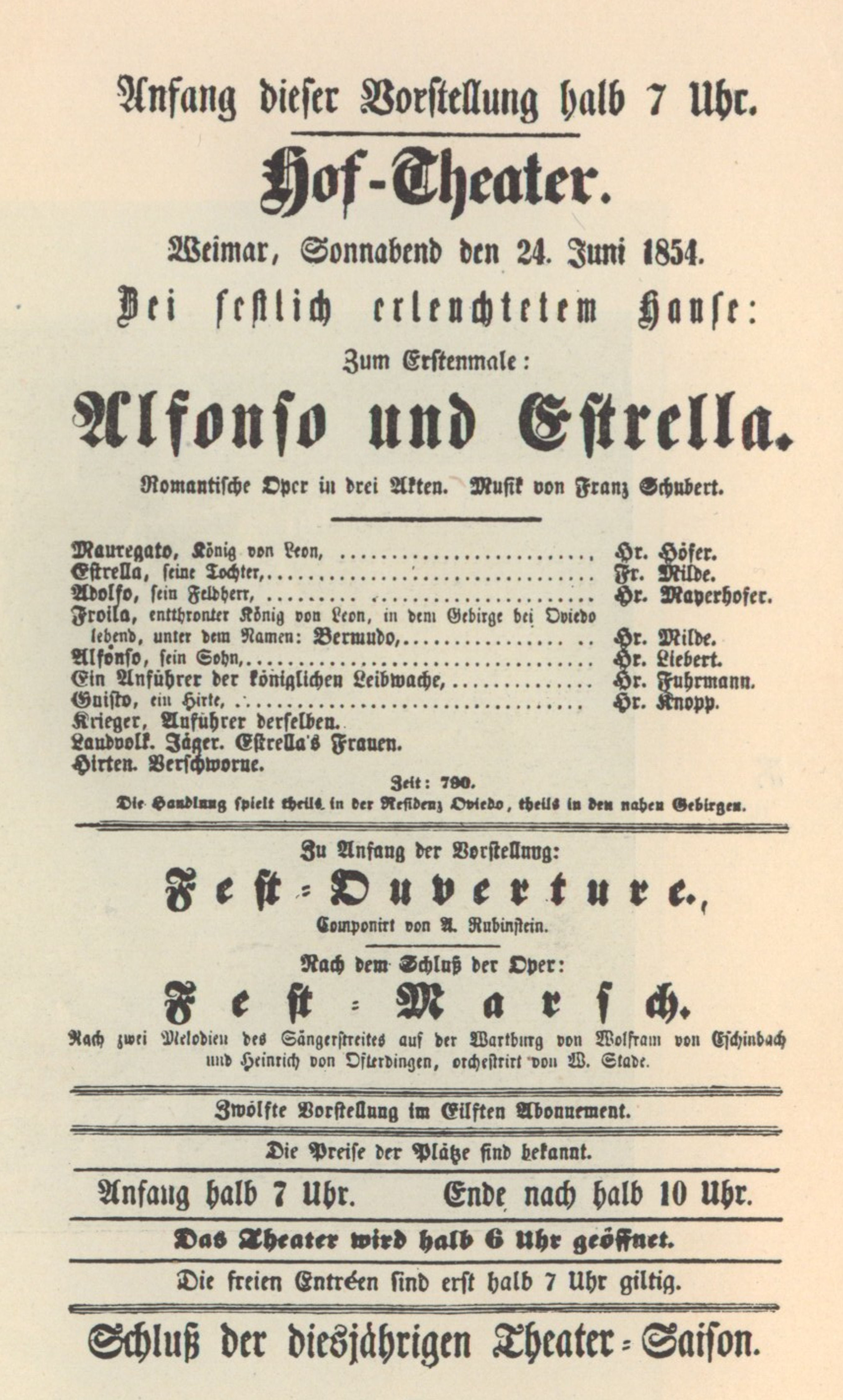
Theaterzettel Hoftheater Weimar 1854, ohne Nennung des Librettisten und des Dirigenten

- 24. Juni: 26 Jahre nach dem Tod des Komponisten erfolgt die Uraufführung der Oper Alfonso und Estrella von Franz Schubert unter der Leitung von Franz Liszt am Hoftheater Weimar. Das Libretto stammt von Franz von Schober.
- 18. Oktober: Die Uraufführung der Oper La nonne sanglante (Die blutige Nonne) von Charles Gounod findet in Paris statt.
- 21. Dezember: Die Uraufführung der komischen Oper Der Advokat von Ferdinand Hiller erfolgt in Köln.

### Gesellschaft

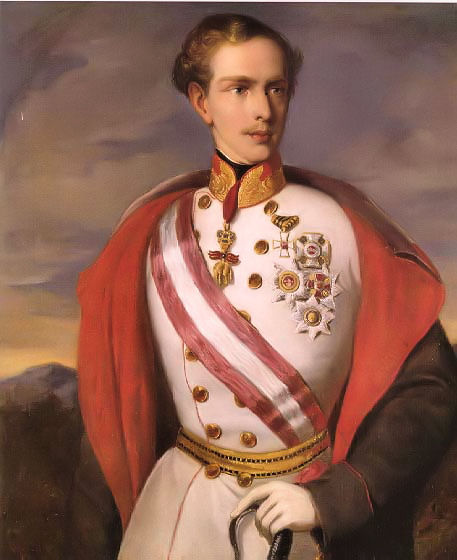
Kaiser Franz Joseph I.

- 24. April: Franz Joseph I. aus dem Hause Habsburg-Lothringen heiratet in Wien die 16-jährige Wittelsbacher Prinzessin Elisabeth in Bayern.
- Im Dartmoor in der englischen Grafschaft Devon entsteht die Freizeitaktivität des Letterboxing, einer Form der Schnitzeljagd.

### Religion
- 22. November: In Elberfeld wird von Hermann Heinrich Grafe gemeinsam mit fünf weiteren Männern die erste Freie evangelische Gemeinde im deutschsprachigen Raum gegründet.
- 8. Dezember: Papst Pius IX. verkündet mit seinem Schreiben Ineffabilis Deus das Dogma der Unbefleckten Empfängnis.

### Katastrophen

#### Epidemien
- Juli: In Chicago kommen bei einer Choleraepidemie rund 1.400 Menschen ums Leben, was zwei Jahre später zur Anhebung der Stadt führt. Auch in München kommt es während der Industrieausstellung zu einem Ausbruch der Cholera, der von Max von Pettenkofer erforscht wird.
- August/September: In Teilen Londons kommt es zu einer Choleraepidemie, die rund 600 Menschen das Leben kostet. Diese ist ausgelöst durch verschmutztes Trinkwasser, wie von dem Arzt John Snow nachgewiesen wird.

#### Schiffskatastrophen
- 21. Januar: Der Eisen-Klipper Tayleur der White Star Line geht auf seiner Jungfernfahrt in der Irischen See unter, nachdem er bei Sturm und Nebel auf die Felsen am Ufer von Lambay Island gelaufen ist. 362 Menschen sterben.
- 1. März: Der britische Passagierdampfer City of Glasgow läuft zu einer Überfahrt nach Philadelphia aus dem Hafen von Liverpool aus und verschwindet spurlos mit 481 Menschen an Bord.

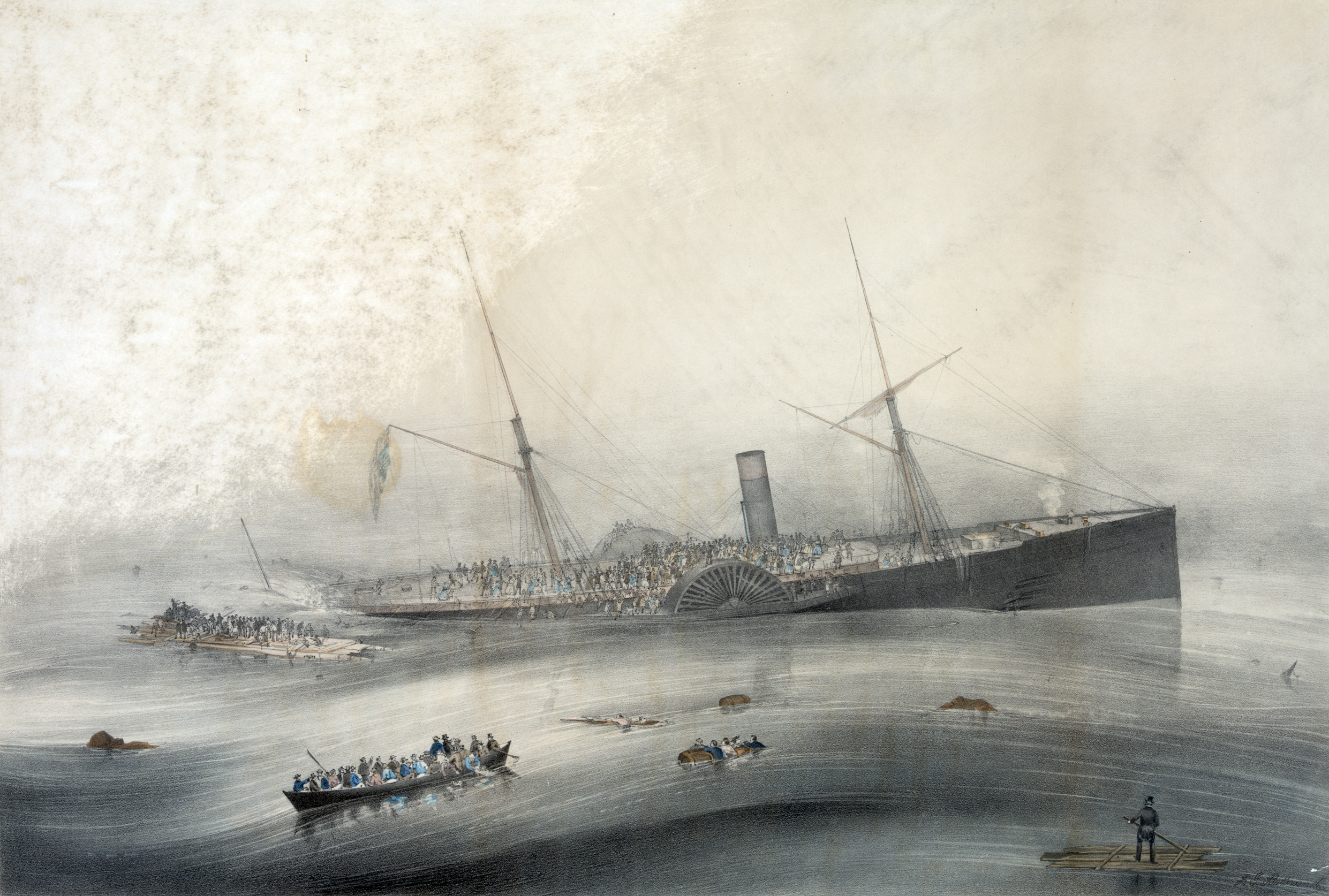
Zeichnerische Darstellung des Untergangs (1854)

- 27. September: Der amerikanische Passagierdampfer Arctic kollidiert bei Cape Race vor Neufundland mit dem französischen Dampfer Vesta und sinkt während des vergeblichen Versuchs, die Küste zu erreichen. Etwa 350 Menschen sterben, darunter alle Frauen und Kinder an Bord.
- 6. November: 77 Männer, Frauen und Kinder kommen ums Leben, als die Bark Johanne mit 232 Menschen an Bord bei schwerem Sturm vor der ostfriesischen Insel Spiekeroog strandet. Die Opfer sind zumeist Auswanderungswillige in die USA. Das Unglück ist einer der Auslöser für die Gründung von Seenotrettungsstationen an der deutschen Küste, die schließlich 1865 zur Gründung der Deutschen Gesellschaft zur Rettung Schiffbrüchiger (DGzRS) führt.

Kleinere Unglücksfälle sind in den Unterartikeln von Katastrophe und in der Liste von Katastrophen aufgeführt.

### Sport

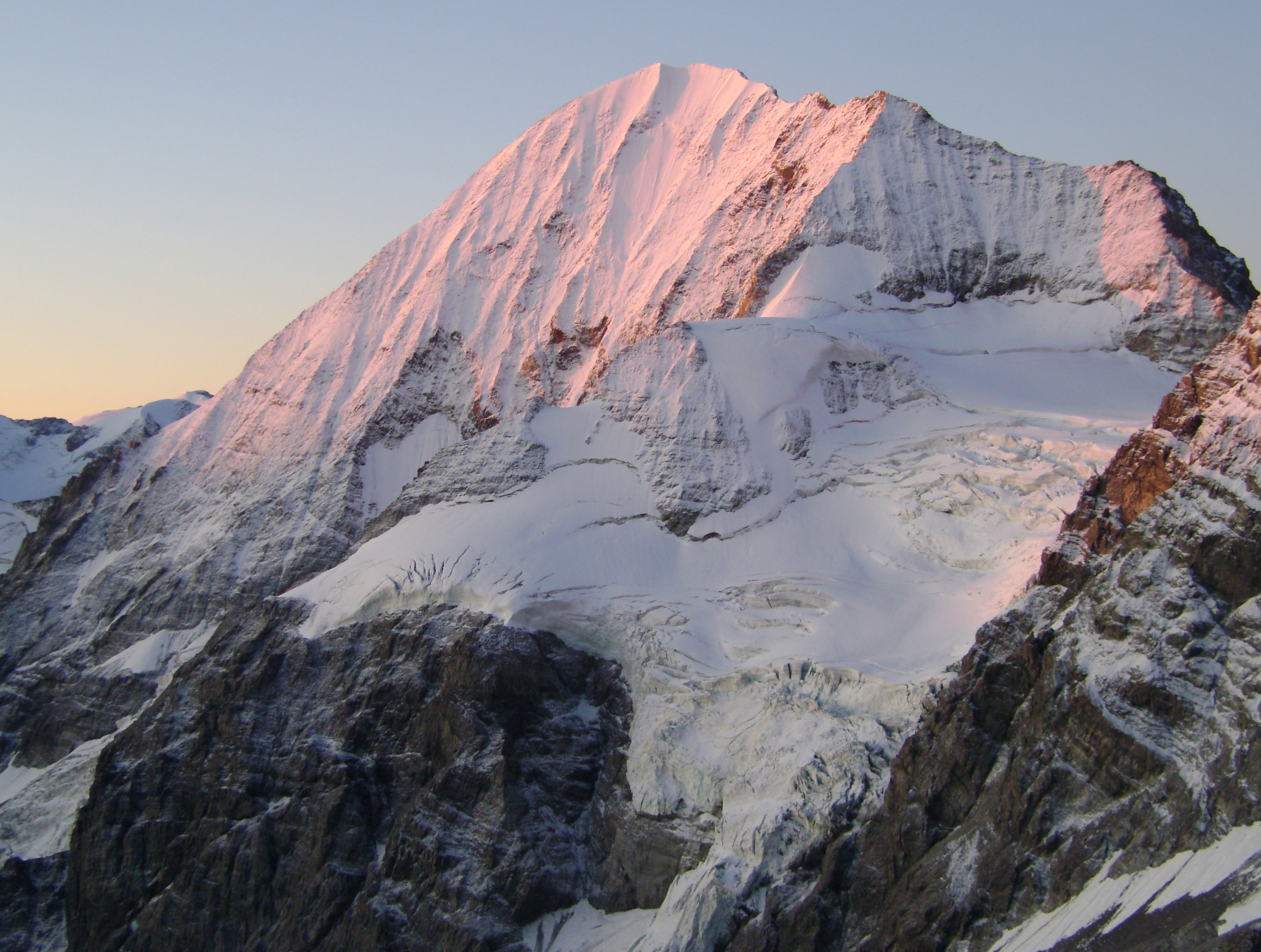
Die Königspitze

- 24. August: Stephan Steinberger besteigt nach eigenen Angaben im Alleingang als erster Mensch die Königspitze in den Ortler-Alpen. Seine Angaben werden lange Zeit angezweifelt, werden heute jedoch mehrheitlich als glaubwürdig eingestuft.
- 30. September: Der Melbourne Cricket Ground wird mit einem Mitgliedermatch eröffnet.

## Geboren

### Januar/Februar
- 01. Januar: George Earle Chamberlain, US-amerikanischer Politiker († 1928)

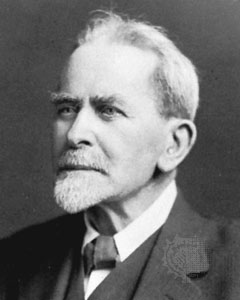
Sir James George Frazer (1933)

- 01. Januar: James Frazer, englischer Ethnologe († 1941)
- 02. Januar: Theodor Kösser, deutscher Architekt († 1929)
- 03. Januar: Johann Jakob Hauser, Schweizer Landwirt, Journalist und Agrarpolitiker († 1913)
- 03. Januar: Lee Slater Overman, US-amerikanischer Politiker († 1930)
- 05. Januar: Edward Curtis Smith, US-amerikanischer Politiker († 1935)
- 08. Januar: John Rahm, US-amerikanischer Golfer († 1935)
- 09. Januar: Jennie Churchill, US-amerikanisch-englische Philanthropin und Autorin († 1921)
- 10. Januar: Ramón Corral, mexikanischer Politiker und Vizepräsident († 1912)
- 10. Januar: Heinrich Köselitz, deutscher Schriftsteller und Komponist († 1918)
- 10. Januar: Richard von Perger, österreichischer Komponist, Dirigent und Musikpädagoge († 1911)
- 15. Januar: Károly Senyei, ungarischer Bildhauer († 1919)
- 15. Januar: John T. Watkins, US-amerikanischer Politiker († 1925)
- 19. Januar: Elisabeth Dauthendey, deutsche Schriftstellerin († 1943)
- 20. Januar: Immanuel Löw, ungarischer Rabbiner und Gelehrter († 1944)
- 20. Januar: Furnifold McLendel Simmons, US-amerikanischer Politiker († 1940)
- 20. Januar: Frank B. Weeks, US-amerikanischer Politiker († 1935)
- 21. Januar: Karl Julius Beloch, deutscher Althistoriker († 1929)
- 21. Januar: George Musgrove, australischer Opern- und Theaterunternehmer († 1916)
- 24. Januar: Erich Giersberg, deutscher Feuerwehrmann und Erfinder († 1905)
- 24. Januar: Paul Natorp, deutscher Philosoph und Pädagoge († 1924)
- 26. Januar: Eli Marcus, deutscher Schriftsteller und Schauspieler († 1935)
- 26. Januar: Frank D. Jackson, US-amerikanischer Politiker († 1938)
- 27. Januar: Emma Lutteroth, deutsche Malerin († 1894)
- 31. Januar: Ludwig von Pastor, deutscher Historiker († 1928)
- 31. Januar: Stefan Stambolow, bulgarischer Politiker und Premierminister († 1895)
- 02. Februar: Hermann Weigand, deutscher Architekt und Kommunalpolitiker († 1926)
- 06. Februar: Korl Biegemann, deutscher Dichter († 1937)
- 10. Februar: James O. Davidson, US-amerikanischer Politiker († 1922)
- 11. Februar: Adolf Gröber, deutscher Jurist und Politiker († 1919)
- 12. Februar: Bernardo Soto Alfaro, Präsident von Costa Rica († 1931)
- 12. Februar: Georg Hieronymus Roderich Stintzing, deutscher Mediziner († 1933)
- 13. Februar: Konstantin von Gebsattel, deutscher Offizier und Propagandist († 1932)
- 13. Februar: Arthur Strasser, österreichischer Bildhauer († 1927)

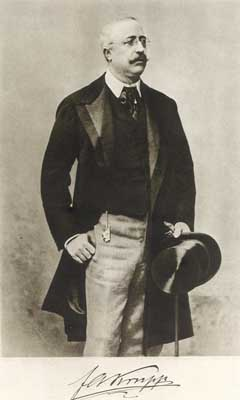
Friedrich Alfred Krupp, 1900

- 17. Februar: Friedrich Alfred Krupp, deutscher Industrieller († 1902)
- 19. Februar: Louis Georges Gouy, französischer Physiker († 1926)
- 19. Februar: Emil Sigerus, deutscher Volkskundler († 1947)
- 24. Februar: James H. Kyle, US-amerikanischer Politiker († 1901)
- 26. Februar: Anna Höchstädt, deutsche Porträt- und Blumenmalerin († nach 1916)
- 28. Februar: Hugo Spieler, deutscher Bildhauer († 1922)

### März/April
- 01. März: Samu Pecz, ungarischer Architekt († 1922)
- 05. März: Philip Hale, US-amerikanischer Organist und Musikkritiker († 1934)
- 07. März: Oskar Arke, deutscher Pionier der elektrotechnischen Porzellanindustrie († 1926)
- 08. März: Franz Siegwart, Schweizer Offizier und Beamter († 1933)
- 09. März: Richard Henrion, deutscher Komponist und Militärkapellmeister († 1940)
- 10. März: Arnošt Muka, sorbischer Schriftsteller, Volkskundler und Kulturorganisator († 1932)
- 10. März: Joseph Maria Stowasser, österreichischer Altphilologe († 1910)
- 11. März: Wassil Radoslawow, bulgarischer Politiker und Ministerpräsident († 1929)
- 12. März: Gottfried Strasser, Schweizer Pfarrer und Dichter († 1912)
- 13. März: George W. McBride, US-amerikanischer Politiker († 1911)
- 13. März: Heinrich Tramm, deutscher Politiker und Verwaltungsbeamter († 1932)
- 13. März: Emil von Zelewski, deutscher Offizier und Kommandeur der Schutztruppe für Deutsch-Ostafrika († 1891)

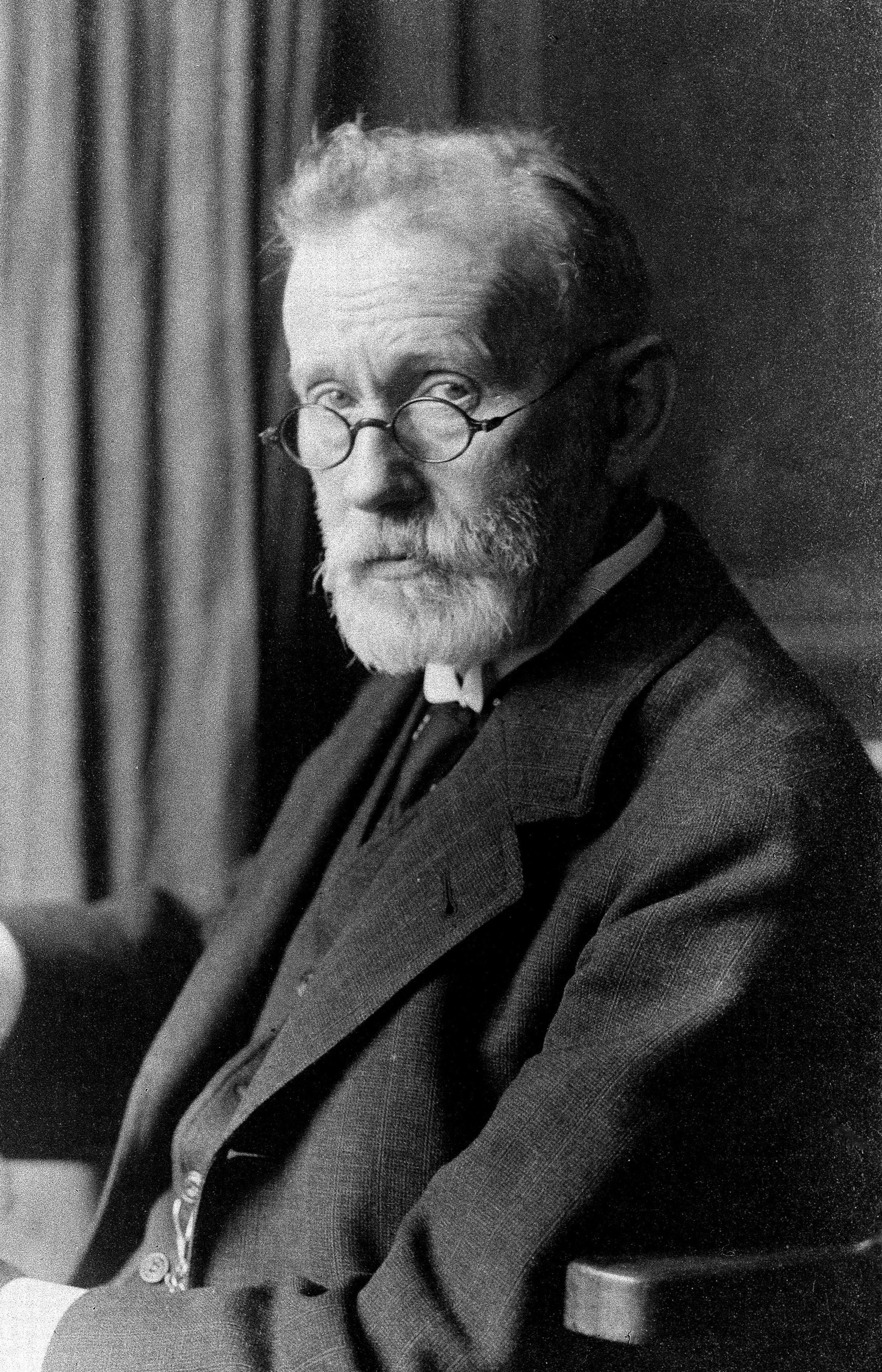
Paul Ehrlich

- 14. März: Paul Ehrlich, deutscher Chemiker, Mediziner und Serologe († 1915)
- 14. März: Thomas Riley Marshall, US-amerikanischer Politiker, 28. US-Vizepräsident (1913–1921) († 1925)

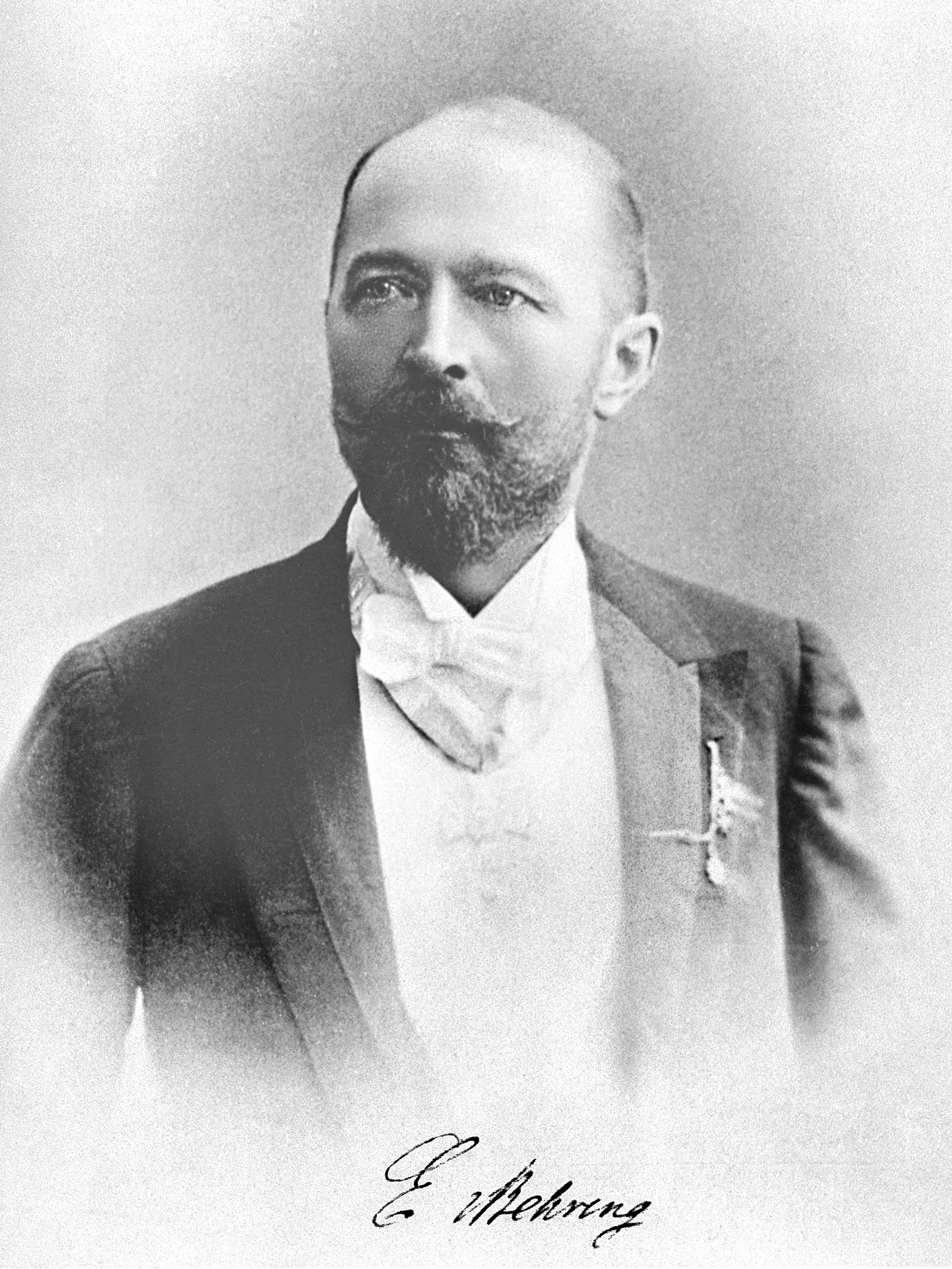
Emil von Behring

- 15. März: Emil von Behring, deutscher Bakteriologe und Serologe († 1917)
- 15. März: Isidor Petschek, deutschböhmischer Unternehmer († 1919)
- 17. März: Josip Lendovšek, slowenischer Philologe und Pädagoge († 1895)
- 20. März: Claudius Blanc, französischer Komponist († 1900)
- 21. März: Friedrich Göler von Ravensburg, deutscher Kunsthistoriker († 1896)
- 23. März: Alfred Milner, 1. Viscount Milner, britischer Politiker, Hoher Kommissar für Südafrika und Gouverneur († 1925)
- 23. März: Ernst Otto Taschenberg, deutscher Naturwissenschaftler und Professor († 1922)
- 25. März: Max Grube, deutscher Schauspieler, Theaterleiter und Schriftsteller († 1934)
- 25. März: John Lind, US-amerikanischer Politiker († 1930)
- 26. März: Braulio Dueño Colón, puerto-ricanischer Komponist († 1934)
- 27. März: Elijah B. Lewis, US-amerikanischer Politiker († 1920)
- 29. März: Max Oscar Arnold, deutscher Unternehmer und Politiker († 1938)
- 29. März: Friedrich Neelsen, deutscher Pathologe († 1894)
- 02. April: Andrew Price, US-amerikanischer Politiker († 1909)
- 03. April: Berthold Hatschek, österreichischer Zoologe († 1941)
- 05. April: Joseph Gagnier, kanadischer Klarinettist († 1919)
- 09. April: Marie Andrae, deutsche Schriftstellerin, Pädagogin und Krankenschwester († 1945)
- 11. April: Luigi Vanoni, Schweizer Ingenieur († 1940)
- 13. April: William Henry Drummond, kanadischer Lyriker († 1907)
- 13. April: Erich von Gündell, preußischer General († 1924)
- 14. April: Max Kruse, Berliner Bildhauer und Bühnenbildner († 1942)
- 16. April: Vicente Casanova y Marzol, Erzbischof von Granada und Kardinal († 1930)
- 16. April: Jacob van Rees, niederländischer Autor und Anarchist († 1928)
- 18. April: Ludwig Levy, deutscher Architekt († 1907)
- 19. April: Charles Théophile Angrand, französischer Maler († 1926)
- 19. April: Emma Pieczynska-Reichenbach, Schweizer Abolitionistin und Frauenrechtlerin († 1927)
- 20. April: Alberto Orrego Luco, chilenischer Maler († 1931)
- 21. April: Adolf Lorenz, österreichischer Orthopäde und Vater des Verhaltensforschers Konrad Lorenz († 1946)
- 22. April: Henri La Fontaine, belgischer Jurist und Politiker († 1943)
- 22. April: Georg Froböß, deutscher evangelischer Geistlicher († 1917)
- 29. April: Paul von Rennenkampff, russischer General deutsch-baltischer Herkunft († 1918)

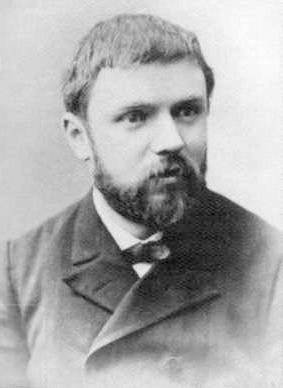
Henri Poincaré

- 29. April: Henri Poincaré, französischer Mathematiker und theoretischer Physiker († 1912)

### Mai/Juni
- 03. Mai: Otto Behagel, deutscher Germanist († 1936)
- 03. Mai: Franz von Segesser von Brunegg, Schweizer römisch-katholischer Geistlicher und Pädagoge († 1936)
- 04. Mai: Władysław Floriański, polnischer Sänger und Opernregisseur († 1911)
- 06. Mai: Jean Bungartz, deutscher Tiermaler und Autor verschiedener Bücher († 1934)
- 11. Mai: Léon Ehrhart, französischer Komponist († 1875)
- 11. Mai: Ottmar Mergenthaler, deutsch-US-amerikanischer Erfinder der Linotype-Setzmaschine († 1899)
- 13. Mai: Otto Schubert, deutscher Architekt und Baumeister († 1930)
- 15. Mai: Johann Rudolf Krenger, Schweizer Lehrer und Komponist († 1925)
- 17. Mai: Georges Gillet, französischer Oboist, Musikpädagoge und Komponist († 1920)
- 19. Mai: William Miller, schottischer Fußballspieler († 1894)
- 22. Mai: Paul Fromhold-Treu, deutsch-baltischer Geistlicher und evangelischer Märtyrer († 1919)
- 24. Mai: Ludwig Alexander von Battenberg, britischer Admiral († 1921)
- 25. Mai: Hugo von Preen, österreichischer Maler und Heimatforscher († 1941)
- 28. Mai: Germán Riesco Errázuriz, chilenischer Politiker († 1916)
- 28. Mai: Francis Kruse, preußischer Regierungspräsident († 1930)
- 06. Juni: Dawid Alexandrowitsch Aitow, russischer Kartograf und Revolutionär († 1933)
- 07. Juni: Max Kretzer, deutscher Schriftsteller († 1941)
- 07. Juni: Charlotte Niese, deutsche Schriftstellerin († 1935)
- 09. Juni: John F. Shafroth, US-amerikanischer Politiker († 1922)
- 10. Juni: Josef Kaizl, tschechischer Politiker († 1901)
- 11. Juni: Alfred Müller, deutscher Volkskundler († 1935)

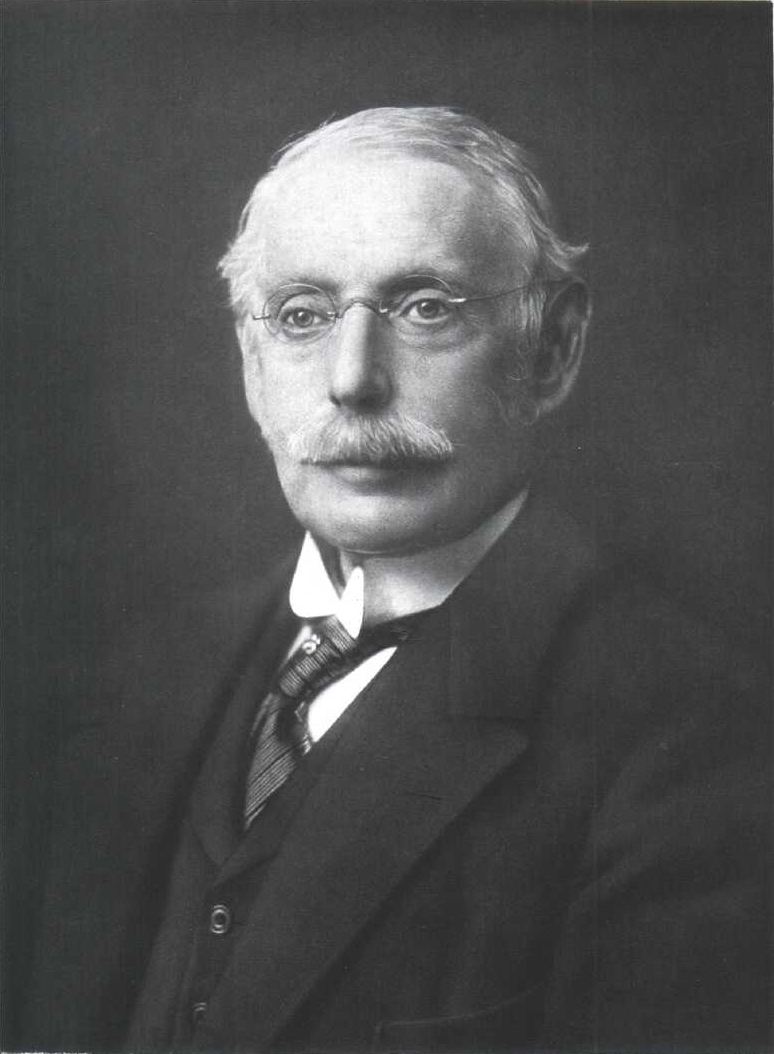
Charles Parsons

- 13. Juni: Jenny Nyström, schwedische Malerin († 1946)
- 13. Juni: Charles Parsons, britischer Maschinenbauer († 1931)
- 14. Juni: Georg Domizlaff, deutscher Beamter, Präsident der Oberpostdirektion († 1937)
- 14. Juni: Nell Kimball, US-amerikanische Prostituierte und Autorin († 1934)
- 16. Juni: Hugo Thimig, deutscher Theaterschauspieler († 1944)
- 17. Juni: Ossip Schubin, tschechisch-deutsche Schriftstellerin († 1934)
- 19. Juni: Alfredo Catalani, italienischer Opern-Komponist († 1893)
- 21. Juni: Andrew Jackson Houston, US-amerikanischer Politiker († 1941)
- 22. Juni: Heinrich Eugen Abt, Schweizer Politiker († 1937)
- 23. Juni: Leonhard Atzberger, deutscher Geistlicher und Dogmatiker († 1918)
- 24. Juni: Konstantin Jireček, tschechischer Politiker, Diplomat, Historiker, Slawist († 1918)
- 25. Juni: Jakob Walder, Schweizer Beamter und Politiker († 1915)
- 26. Juni: Erich Kling, deutscher Offizier und Forschungsreisender († 1892)
- 27. Juni: Scipione Tecchi, italienischer römisch-katholischer Kardinal († 1915)
- 28. Juni: Louis Leblois, französischer Anwalt († 1928)
- 30. Juni: Thomas Scott Baldwin, US-amerikanischer Ballonfahrer und Flugpionier († 1923)

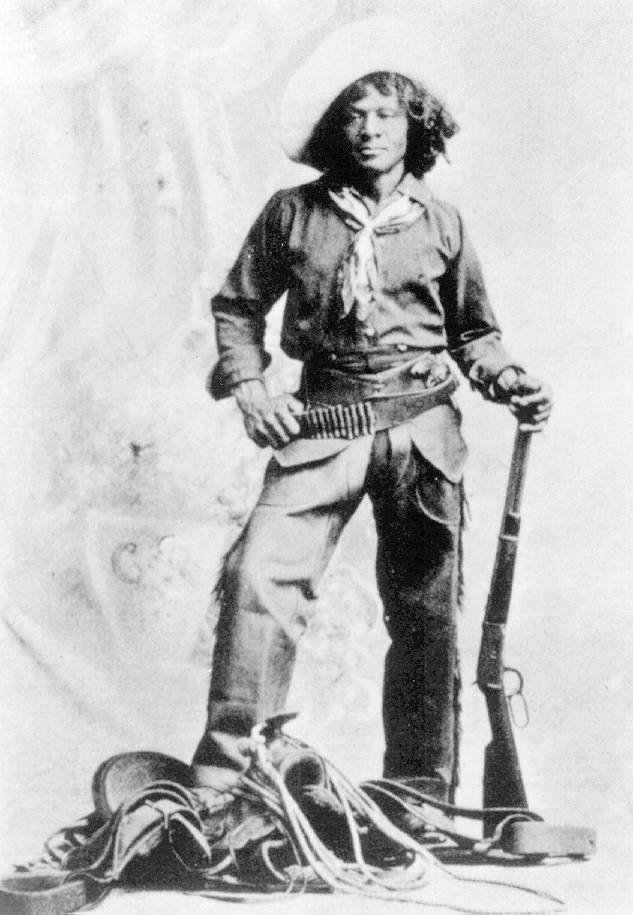
Nat Love (1876)

- Juni: Nat Love, US-amerikanischer Sklave, Cowboy, Rodeoreiter, Pullman porter und Autor († 1921)

### Juli/August
- 03. Juli: Leoš Janáček, tschechischer Komponist († 1928)
- 04. Juli: Victor Babeș, rumänischer Pathologe und Bakteriologe († 1926)
- 08. Juli: Otto Krümmel, deutscher Ozeanograph († 1912)
- 12. Juli: George Eastman, US-amerikanischer Unternehmer (Kodak) († 1932)

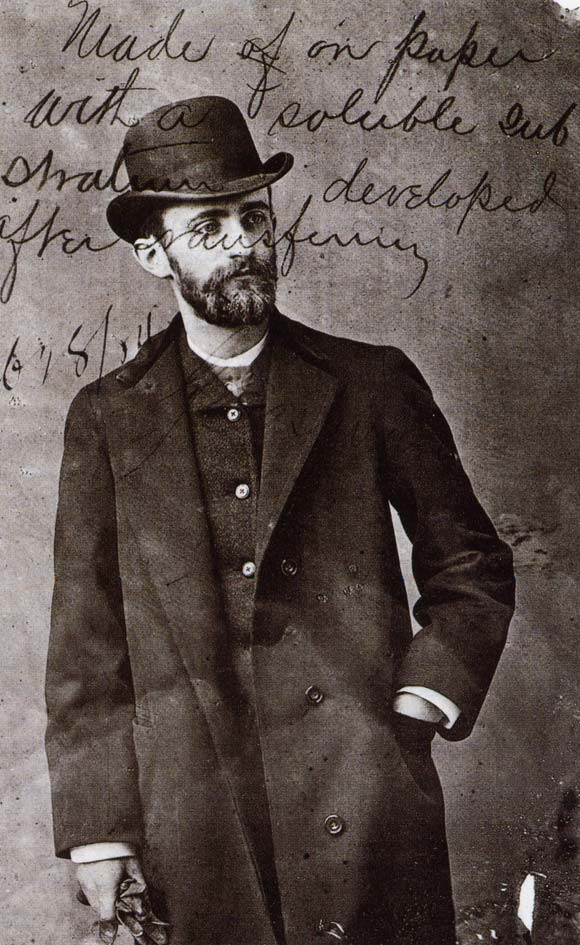
George Eastman

- 14. Juli: Rollin S. Woodruff, US-amerikanischer Politiker († 1925)
- 15. Juli: Jacek Malczewski, polnischer Maler († 1929)
- 17. Juli: Ludwig von Schröder, deutscher Admiral († 1933)
- 23. Juli: Birt Acres, britischer Fotograf und Filmpionier († 1918)
- 23. Juli: Ernest Belfort Bax, Journalist und Philosoph († 1926)
- 24. Juli: George H. Utter, US-amerikanischer Politiker († 1912)
- 26. Juli: Aram J. Pothier, US-amerikanischer Politiker († 1928)
- 26. Juli: Ernst Bassermann, deutscher Politiker, MdR († 1917)
- 27. Juli: Takahashi Korekiyo, japanischer Premierminister († 1936)
- 29. Juli: Georg Kerschensteiner, deutscher Pädagoge, Politiker und MdR († 1932)
- 30. Juli: John Sharp Williams, US-amerikanischer Politiker († 1932)
- 31. Juli: Theodor Christomannos, österreichischer Jurist, Pionier des Tourismus in Südtirol († 1911)
- 31. Juli: Fritz Hommel, deutscher Orientalist († 1936)
- 31. Juli: Willem Nolen, niederländischer Mediziner († 1939)
- 02. August: Eugène Ruffy, Schweizer Politiker († 1919)
- 03. August: Johanna Ambrosius, deutsche Schriftstellerin († 1939)
- 03. August: Fernand de La Tombelle, französischer Komponist und Organist († 1928)
- 06. August: Louis de Gramont, französischer Journalist, Dramatiker und Librettist († 1912)
- 07. August: Hermione von Preuschen, deutsche Malerin und Schriftstellerin († 1918)
- 11. August: Felix von Luschan, österreichischer Arzt, Anthropologe, Forschungsreisender, Archäologe und Ethnograph († 1924)
- 11. August: Paul Hoecker, deutscher Maler († 1910)
- 12. August: Ignát Herrmann, tschechischer Schriftsteller, Humorist und Redakteur († 1935)
- 13. August: William C. Adamson, US-amerikanischer Politiker († 1929)
- 18. August: Eufemia von Adlersfeld-Ballestrem, deutsche Schriftstellerin († 1941)
- 18. August: James Paul Clarke, US-amerikanischer Politiker († 1916)
- 20. August: Paul Schlenther, deutscher Theaterkritiker, Schriftsteller und Theaterdirektor († 1916)
- 22. August: Milan I., König von Serbien († 1901)
- 23. August: Louis Armand, französischer Höhlenforscher († 1921)
- 23. August: Moritz Moszkowski, deutscher Pianist und Komponist († 1925)
- 24. August: William Oscar Atkeson, US-amerikanischer Politiker († 1931)
- 29. August: Christian Heyden, deutscher Porträt-, Genre- und Landschaftsmaler der Düsseldorfer Schule († 1939)
- 31. August: Carl Wilhelm Samuel Aurivillius, schwedischer Zoologe († 1899)

### September/Oktober

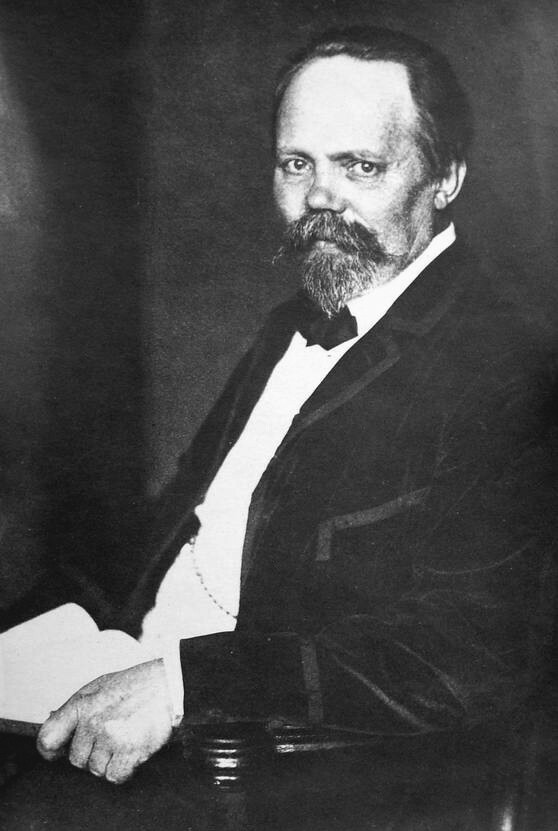
Engelbert Humperdinck

- 01. September: Engelbert Humperdinck, deutscher Komponist († 1921)
- 01. September: George Adams Post, US-amerikanischer Politiker († 1925)
- 02. September: Hans Jæger, norwegischer Literat und Anarchist († 1910)
- 03. September: Nahum J. Bachelder, US-amerikanischer Politiker († 1934)
- 03. September: Wilhelmus Marinus van Rossum, niederländischer römisch-katholischer Kardinal († 1932)
- 04. September: Henri Berguer, Schweizer evangelischer Geistlicher († 1937)
- 06. September: Max Wladimir von Beck, österreichischer Politiker († 1943)
- 06. September: Marie-Georges Picquart, französischer Offizier, Kriegsminister und Beteiligter in der Dreyfus-Affäre († 1914)
- 08. September: Josef Callenberg, deutscher Baumeister († 1960)
- 10. September: John L. M. Irby, US-amerikanischer Politiker († 1900)
- 10. September: Josua Zweifel, Schweizer Kaufmann und Entdecker der Nigerquellen († 1895)
- 11. September: Albert Andreae de Neufville, deutscher Bankier († 1940)
- 11. September: Peter Hille, deutscher Schriftsteller († 1904)
- 22. September: Henny Koch, deutsche Schriftstellerin und Übersetzerin († 1925)
- 23. September: Cornelis Lely, niederländischer Wasserbauingenieur und Gouverneur († 1929)
- 24. September: Philipp Paulitschke, österreichischer Geograph und Afrikaforscher († 1899)
- 25. September: Roberto Hazon, italienischer Dirigent und Musikpädagoge († 1920)
- 27. September: Alois Lexa Freiherr von Aehrenthal, österreichisch-ungarischer Politiker († 1912)
- 27. September: Josef Frenken, deutscher Jurist und Politiker († 1943)
- 28. September: Heinrich Kreutz, deutscher Astronom († 1907)
- 01. Oktober: Richard Böhm, deutscher Zoologe und Entdecker († 1884)
- 01. Oktober: August Leue, deutscher Architekt, Offizier und Kolonialbeamter († 1922)
- 03. Oktober: Hermann von Struve, deutscher Astronom († 1920)
- 07. Oktober: Christiaan De Wet, südafrikanischer Politiker und General der Buren († 1922)
- 07. Oktober: Georg Frentzen, deutscher Architekt und Hochschullehrer († 1923)
- 09. Oktober: Mihajlo Pupin, serbischer Physiker († 1935)
- 09. Oktober: Myron T. Herrick, US-amerikanischer Politiker († 1929)
- 10. Oktober: Otto Arendt, deutscher Publizist und Politiker († 1936)
- 16. Oktober: Karl Kautsky, deutscher Theoretiker der Sozialdemokratie († 1938)
- 16. Oktober: Hermann Vogel, deutscher Illustrator († 1921)

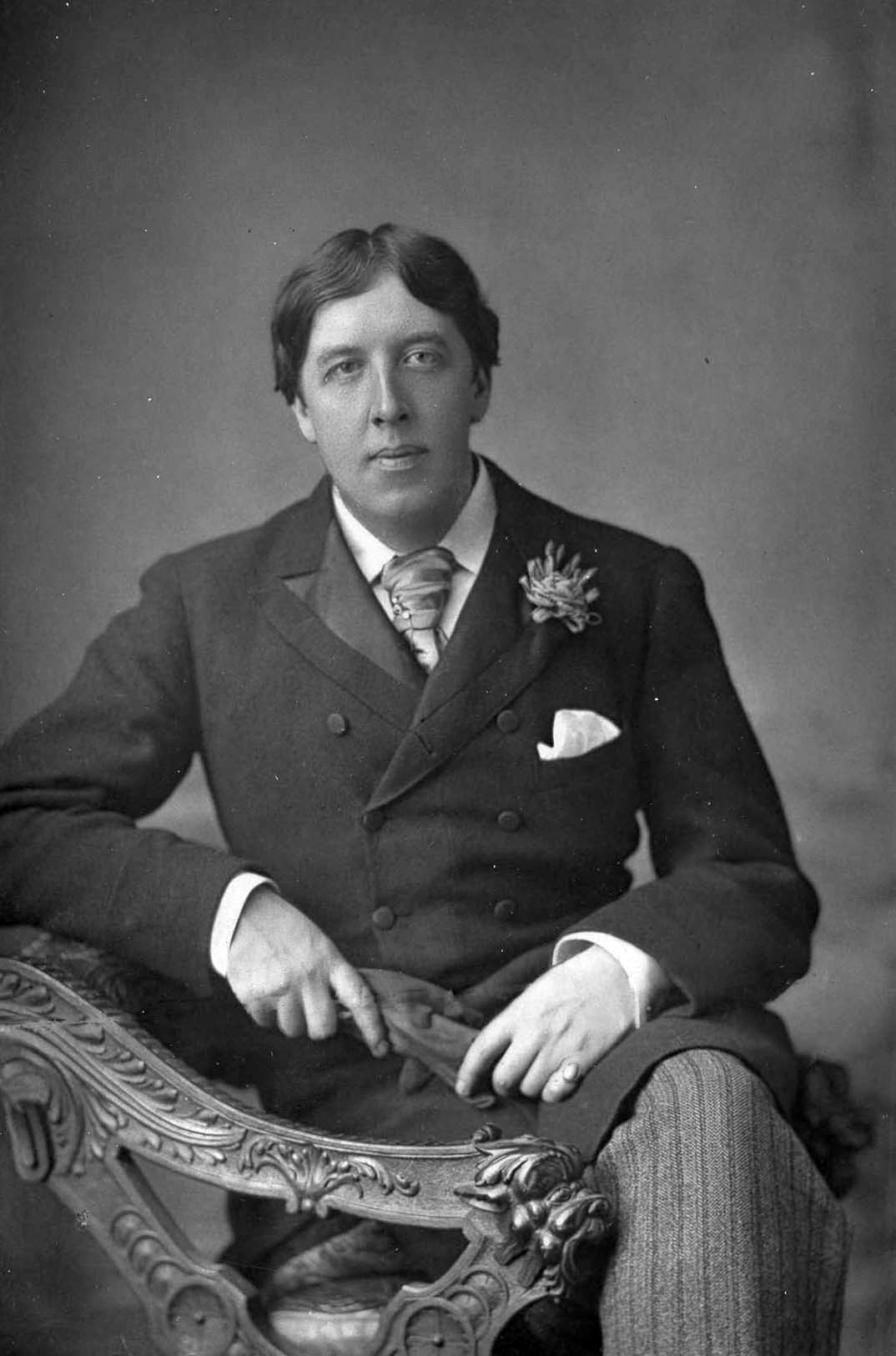
Oscar Wilde 1889

- 16. Oktober: Oscar Wilde, irischer Schriftsteller († 1900)
- 17. Oktober: Luis Amigó, spanischer Kapuziner, Bischof und Ordensgründer († 1934)
- 18. Oktober: Salomon August Andrée, schwedischer Ingenieur und Polarforscher († 1897)
- 20. Oktober: Alphonse Allais, französischer Schriftsteller und Humorist († 1905)
- 20. Oktober: Leopold Koppel, deutscher Bankier, Unternehmer und Förderer von Wissenschaftseinrichtungen († 1933)
- 20. Oktober: Arthur Rimbaud, französischer Dichter († 1891)
- 24. Oktober: Miksa Déri, ungarischer Elektrotechniker († 1938)
- 27. Oktober: Leopold Friedrich Anton Ambronn, deutscher Astronom († 1930)
- 29. Oktober: Heinrich Mayr, deutscher Forstwissenschaftler und Botaniker († 1911)
- 30. Oktober: Thomas Henry Carter, US-amerikanischer Politiker († 1911)
- 30. Oktober: Franz Rohr von Denta, österreichischer k.u.k. Feldmarschall († 1927)
- 31. Oktober: Claude Augé, französischer Verleger, Romanist und Lexikograf († 1924)
- 31. Oktober: Adolf Erman, deutscher Ägyptologe († 1937)
- 31. Oktober: Hermann Hendrich, deutscher Maler († 1931)
- 31. Oktober: Geraldine Moodie, kanadische Fotografin († 1945)
- 31. Oktober: Otto Sverdrup, norwegischer Seefahrer und Polarforscher († 1930)

### November/Dezember
- 02. November: Isidor Gunsberg, ungarischer Schachspieler († 1930)
- 04. November: Simon Angerpointner, deutscher Politiker († 1930)

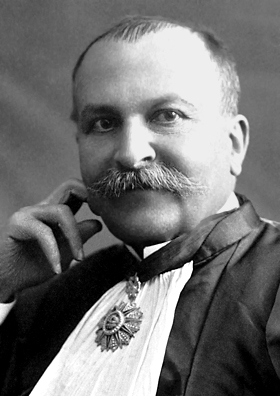
Paul Sabatier

- 05. November: Paul Sabatier, französischer Chemiker († 1941)
- 06. November: John Philip Sousa, US-amerikanischer Bandleader und Komponist († 1932)
- 07. November: Alexander Wassiljewitsch Adrianow, russischer Gelehrter († 1920)
- 08. November: Johannes Rydberg, schwedischer Physiker († 1919)
- 11. November: William Yates Atkinson, US-amerikanischer Politiker († 1899)
- 13. November: George Chadwick, US-amerikanischer Komponist († 1931)
- 16. November: Eduard Beyer, deutscher Jurist und Politiker († 1926)
- 17. November: Hubert Lyautey, französischer Marschall († 1934)
- 18. November: Fountain L. Thompson, US-amerikanischer Politiker († 1942)
- 19. November: Beda Adlhoch, deutscher Mönch († 1910)

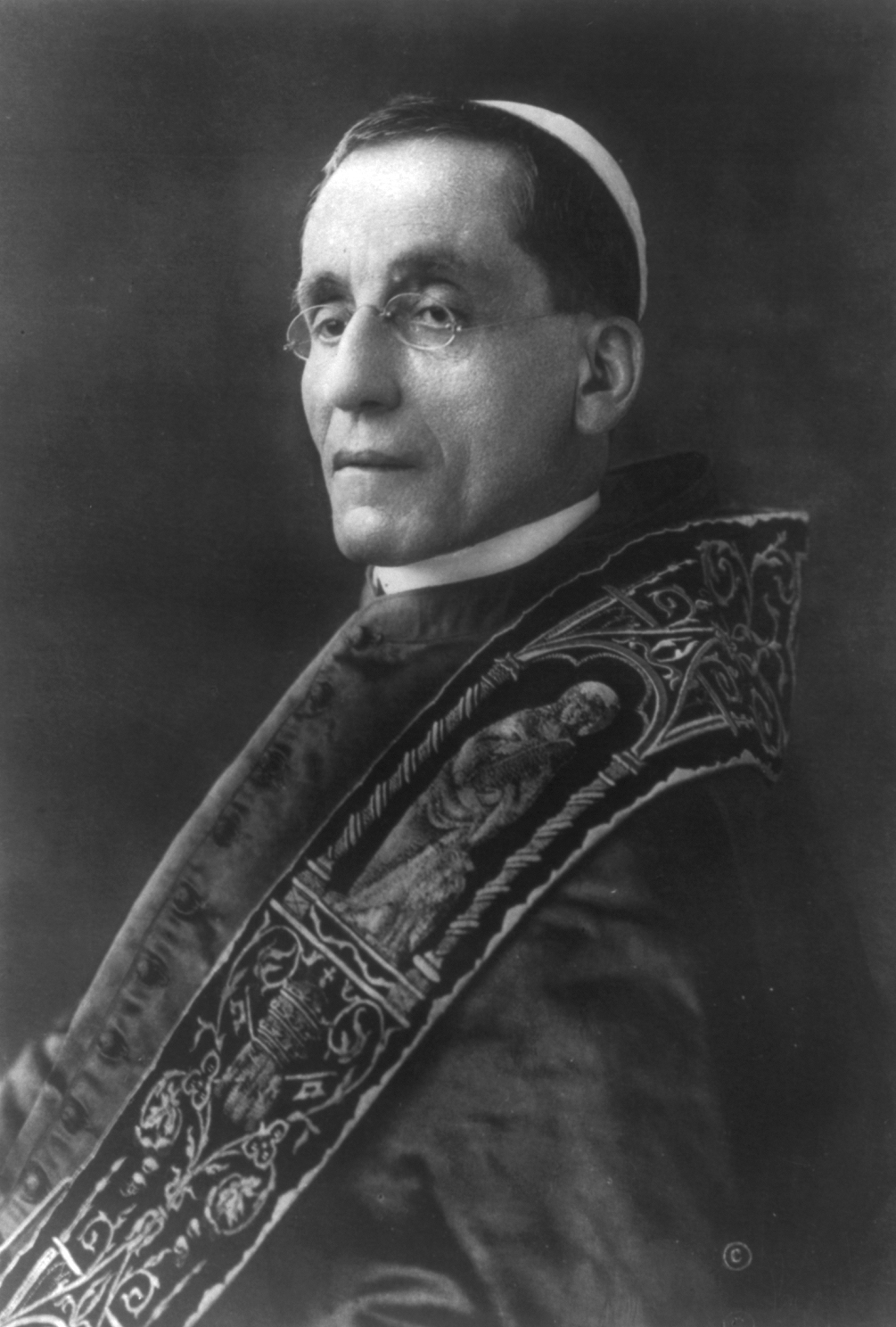
Papst Benedikt XV, 1915

- 21. November: Benedikt XV. (Giacomo della Chiesa), italienischer Geistlicher, Papst von 1914 bis 1922 († 1922)
- 21. November: Werner Krebs, Schweizer Unternehmer und Politiker († 1937)
- 22. November: Frank Matcham, britischer Theaterarchitekt († 1920)
- 23. November: Heinrich Braun, deutscher sozialdemokratischer Politiker und Publizist († 1927)
- 26. November: Émile Wambach, belgischer Komponist und Musikpädagoge († 1924)
- 28. November: Gottlieb Haberlandt, österreichischer Botaniker. Mitentdecker der Pflanzenhormone († 1945)
- 02. Dezember: Paul Reichard, deutscher Afrikaforscher († 1938)
- 04. Dezember: Waso Abaschidse, georgischer Schauspieler († 1926)
- 04. Dezember: Otto Rhenius, preußischer Generalmajor († 1941)
- 09. Dezember: Pekka Juhani Hannikainen, finnischer Komponist († 1924)
- 10. Dezember: Ernst Henrici, deutscher Gymnasiallehrer, Schriftsteller und Politiker († 1915)
- 14. Dezember: Carl Magnus Fürst, schwedischer Mediziner und Professor an der Universität Lund († 1935)
- 16. Dezember: Johann Diepenbrock, deutscher Orgelbauer († 1901)
- 17. Dezember: William Ezekiel Andrews, US-amerikanischer Politiker († 1942)
- 17. Dezember: Philipp Wolfrum, deutscher Komponist und Musiker († 1919)
- 19. Dezember: Marcel Brillouin, französischer Physiker († 1948)
- 20. Dezember: Hermann Lenhartz, deutscher Mediziner († 1910)
- 20. Dezember: Charles Wilda, österreichischer Maler († 1907)
- 23. Dezember: Friedrich Adolf Borsdorf, deutscher Hornist († 1923)
- 24. Dezember: Julius Elster, deutscher Lehrer und Physiker († 1920)
- 25. Dezember: Stephen R. Fitzgarrald, US-amerikanischer Politiker († 1926)
- 26. Dezember: Kurt Wahle, deutscher Offizier († 1928)
- 29. Dezember: Solon Irving Bailey, US-amerikanischer Astronom († 1931)
- 29. Dezember: Robert Burns Smith, US-amerikanischer Politiker († 1908)

### Genaues Geburtsdatum unbekannt
- Charlotte Andrews Stephens, US-amerikanische Pädagogin, erste afroamerikanische Lehrerin im Schuldistrikt Little Rock († 1951)
- Maria Chéliga-Loevy, polnisch-französische Schriftstellerin und Feministin († 1927)

## Gestorben

### Januar bis April
- 02. Januar: Gustav Adolf Harald Stenzel, deutscher Geschichtsforscher (* 1792)
- 02. Januar: Herman Johan Royaards, niederländischer reformierter Theologe und Kirchenhistoriker (* 1794)
- 05. Januar: Gottschalk Eduard Guhrauer, deutscher Literaturhistoriker (* 1809)
- 06. Januar: Christoph Wilhelm Mitscherlich, deutscher Altphilologe (* 1760)
- 08. Januar: William Carr Beresford, britischer General und portugiesischer Marschall (* 1768)
- 13. Januar: Awraam Iwanowitsch Melnikow, russischer Architekt (* 1784)
- 15. Januar: Edouard Boilly, französischer Komponist (* 1799)
- 18. Januar: Robert M. Charlton, US-amerikanischer Politiker (* 1807)
- 22. Januar: Christian von Appel, österreichischer Feldmarschalleutnant  (* 1785)
- 03. Februar: Michael Pfurtscheller, Tiroler Freiheitskämpfer (* 1776)
- 07. Februar: Thomas Fitzpatrick, US-amerikanischer Pelzhändler, Trapper, Scout und Mountain Man (* 1799)
- 10. Februar: José Joaquín de Herrera, mexikanischer Militär und dreimaliger Präsident von Mexiko (* 1792)
- 11. Februar: Anton zu Stolberg-Wernigerode, preußischer Staatsminister (* 1785)
- 18. Februar: Thomas Eastoe Abbott, englischer Dichter (* 1786)
- 19. Februar: Robert Strange, US-amerikanischer Politiker (* 1796)
- 22. Februar: Johann Gottlieb Kreyßig, deutscher Pädagoge und Philologe (* 1779)
- 23. Februar: Wilhelm Pape, deutscher Altphilologe und Lexikograf (* 1807)
- 24. Februar: Hermann Josef Neefe, deutscher Maler (* 1790)
- 06. März: Kaspar Georg Karl Reinwardt, deutscher Naturforscher und Botaniker in den Niederlanden (* 1773)
- 10. März: William Mathewson Eddy, US-amerikanischer Landvermesser (* 1818)
- 12. März: Carl Andreas Naumann, deutscher Ornithologe (* 1786)
- 13. März: Jean-Baptiste de Villèle, französischer Staatsmann (* 1773)
- 19. März: William Pope Duval, US-amerikanischer Politiker (* 1784)
- 27. März: Karl III., Herzog von Parma (* 1823)
- 01. April: Peter Motzfeldt, norwegischer Staatsrat und Politiker (* 1777)
- 06. April: William Strickland, US-amerikanischer Architekt (* 1788)
- 09. April: Antoine Jay, französischer Jurist und Schriftsteller (* 1770)

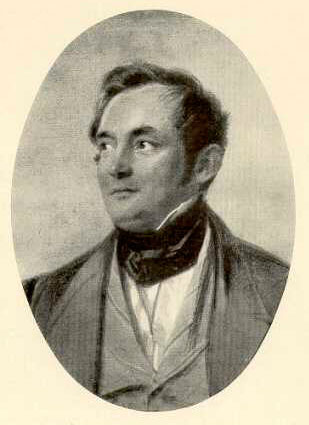
Carl Adolph von Basedow

- 11. April: Carl von Basedow, deutscher Arzt (* 1799)
- 15. April: Arthur Aikin, englischer Chemiker, Mineraloge und Autor (* 1773)
- 18. April: Nehemiah R. Knight, US-amerikanischer Politiker (* 1780)
- 27. April: Hermann Abeken, deutscher Autor und Politiker (* 1820)
- 30. April: Juan Antonio Martínez, Präsident von Guatemala

### Mai bis August
- 01. Mai: Jean Coralli, französischer Tänzer und Choreograph (* 1779)
- 02. Mai: Sulpiz Boisserée, deutscher Architekt (* 1783)
- 04. Mai: Franz Anton Mayer, deutscher Pfarrer, Heimatforscher und Archäologe (* 1773)
- 11. Mai: Sara Levy, deutsche Cembalistin, Musikaliensammlerin, Salonnière und Mäzenin (* 1761)
- 12. Mai: Melchior Berri, Schweizer Architekt (* 1801)
- 18. Mai: Henry Lemoine, französischer Musikverleger und Musikpädagoge (* 1786)
- 20. Mai: Karl Ludwig von Haller, Schweizer Staatsrechtler (* 1768)
- 21. Mai: Bernhard von Lindenau, sächsischer Astronom, Minister und Kunstsammler (* 1779)
- 31. Mai: Vatroslav Lisinski, kroatischer Komponist (* 1819)
- 07. Juni: Charles Baudin, französischer Admiral (* 1784)
- 12. Juni: Auguste, Fürstin von Schwarzburg-Rudolstadt (* 1793)
- 12. Juni: Alexander Hangerli, Fürst von Moldau
- 13. Juni: Rosina Regina Ahles, deutsche Schauspielerin (* 1799)
- 15. Juni: Friedrich Lindemann, deutscher Pädagoge und Philologe (* 1792)
- 15. Juni: Georges Bousquet, französischer Komponist, Dirigent und Musikkritiker (* 1818)
- 17. Juni: Henriette Sontag, deutsche Opernsängerin (* 1806)
- 19. Juni: Heinrich LXII., Fürst Reuß jüngere Linie (* 1785)
- 20. Juni: Karoline von Hessen-Homburg, Regentin des Fürstentums Schwarzburg-Rudolstadt (* 1771)
- 04. Juli: Karl Friedrich Eichhorn, deutscher Jurist und Professor für Jura (* 1781)
- 05. Juli: Ludwig Snell, Schweizer Politiker, Staatsrechtler, Publizist und Pädagoge (* 1785)
- 05. Juli: Émile Souvestre, französischer Roman- und Bühnendichter (* 1806)
- 06. Juli: August Borsig, deutscher Unternehmer und Gründer der Borsig-Werke (* 1804)

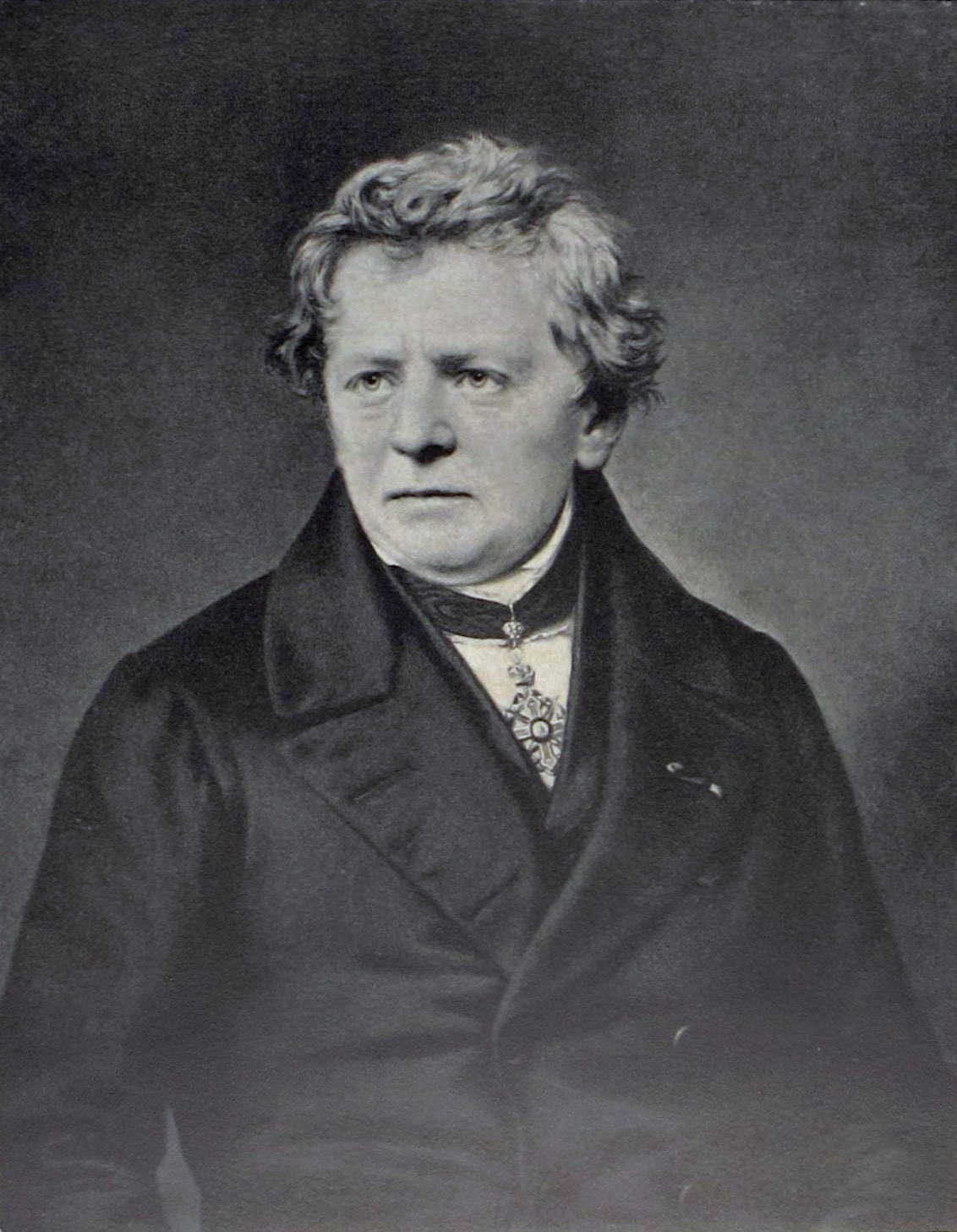
Georg Simon Ohm

- 06. Juli: Georg Simon Ohm, deutscher Physiker (* 1789)
- 08. Juli: Katharina Lanz, Tiroler Freiheitskämpferin (* 1771)
- 13. Juli: Abbas I., Wali (Gouverneur) von Ägypten (* 1813)
- 14. Juli: David Spleiss, Schweizer evangelischer Geistlicher (* 1786)
- 15. Juli: George W. Towns, US-amerikanischer Politiker (* 1801)
- 20. Juli: Friedrich Heinrich Aschoff, preußischer Generalleutnant (* 1789)
- 24. Juli: Jonathan Roberts, US-amerikanischer Politiker (* 1771)
- 25. Juli: Francisco Gómez y Argüelles, Präsident von Honduras (* 1810)
- 02. August: Heinrich Clauren, deutscher Schriftsteller (* 1771)
- 06. August: Alexis de Garaudé, französischer Komponist (* 1821)
- 09. August: Friedrich August II., König von Sachsen (* 1797)
- 12. August: Gaston de Raousset-Boulbon, französischer Abenteurer (* 1817)
- 14. August: Carl Carl, österreichischer Schauspieler und Theaterdirektor (* 1787)
- 14. August: Solomon W. Downs, US-amerikanischer Politiker (* 1801)
- 16. August: Moissei Iwanowitsch Karpenko, russischer Generalleutnant (* 1775)
- 20. August: Karl Ludwig Drobisch, deutscher Komponist (* 1803)

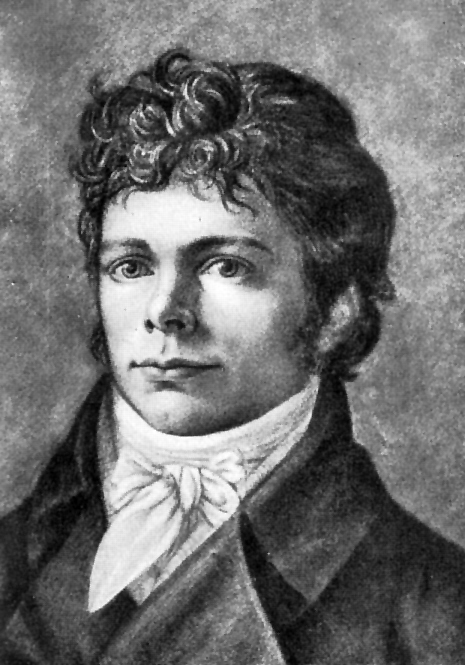
Friedrich Wilhelm Schelling, um 1800

- 20. August: Friedrich Wilhelm Joseph Schelling, deutscher Philosoph (* 1775)
- 21. August: August Ferdinand Anacker, deutscher Komponist (* 1790)
- 21. August: Daniel Elliott Huger, US-amerikanischer Politiker (* 1779)
- 29. August: John Black, US-amerikanischer Politiker (* 1800)

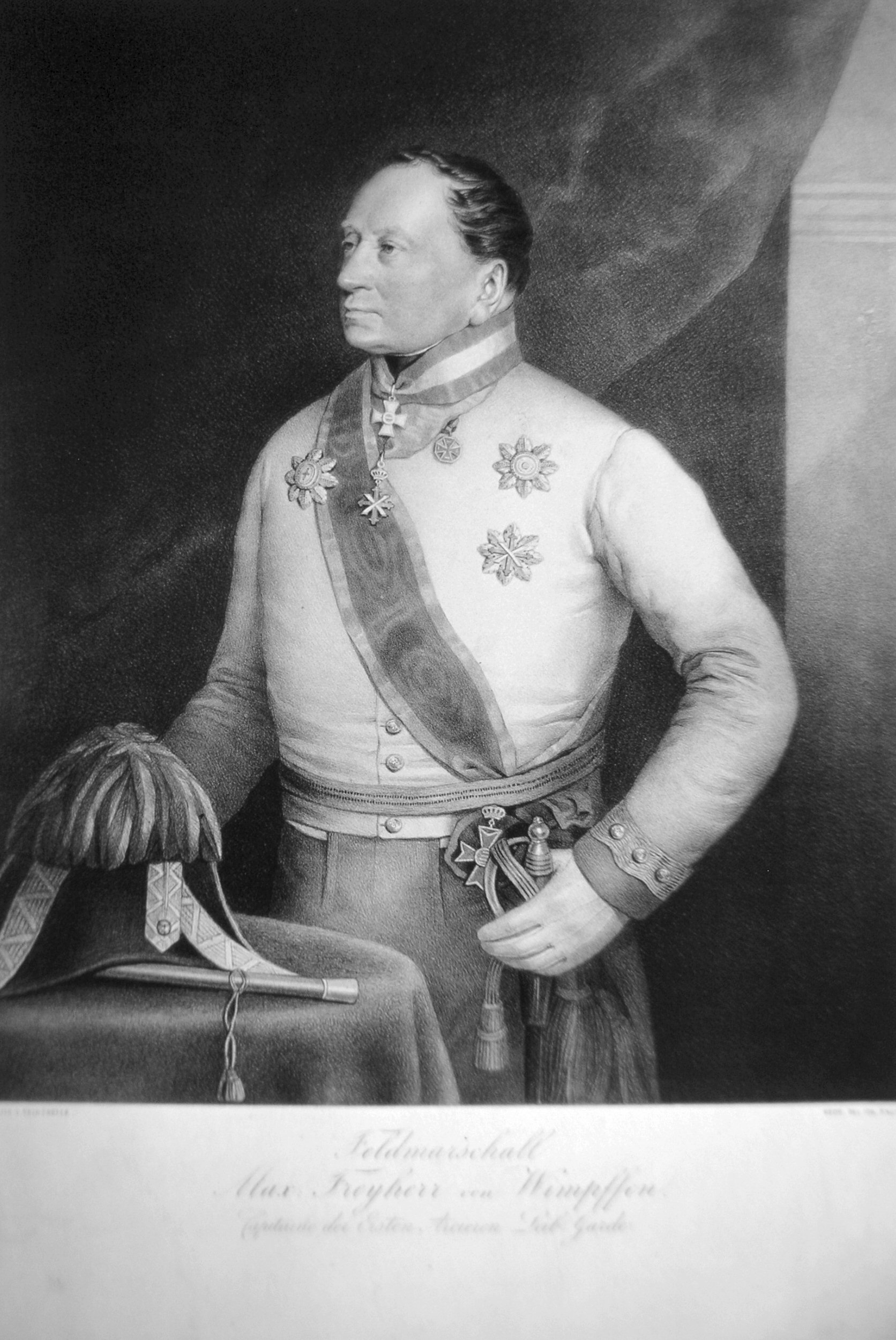
Maximilian Freiherr von Wimpffen

- 29. August: Maximilian von Wimpffen, österreichischer Feldmarschall (* 1770)

### September bis Dezember
- 03. September: Christoph von Schmid, deutscher Dichter und Jugendbuchautor (* 1768)
- 04. September: José Francisco Barrundia y Cepeda, Präsident der Zentralamerikanischen Konföderation (* 1787)
- 06. September: Ephraim Hubbard Foster, US-amerikanischer Politiker (* 1794)
- 07. September: Jacques-Arsène-Polycarpe-François Ancelot, französischer Dramatiker und Bibliothekar (* 1794)
- 08. September: Elijah Williams, englischer Schachmeister (* 1809)
- 18. September: John W. Taylor, US-amerikanischer Politiker (* 1784)
- 19. September: George Arthur, Gouverneur von Bombay, Britisch-Honduras, Van-Diemens-Land und Oberkanada (* 1784)
- 25. September: John Adams, US-amerikanischer Jurist und Politiker (* 1778)
- 25. September: Hugh A. Haralson, US-amerikanischer Politiker (* 1805)
- 27. September: Peter Skene Ogden, kanadischer Trapper und Entdecker (* 1790)
- 29. September: Joseph Webber Jackson, US-amerikanischer Politiker (* 1796)
- 29. September: Armand-Jacques-Achille Leroy de Saint-Arnaud, Marschall von Frankreich (* 1796)
- 04. Oktober: András Bartay, ungarischer Komponist (* 1799)
- 08. Oktober: Gideon Tomlinson, US-amerikanischer Politiker (* 1780)
- 10. Oktober: Sir Gordon Drummond, britischer General und Kolonialadministrator (* 1772)
- 18. Oktober: Francis Burt, US-amerikanischer Politiker (* 1807)
- 21. Oktober: Maria Anna Czartoryska, polnische Schriftstellerin (* 1768)
- 22. Oktober: Jeremias Gotthelf, Schweizer Schriftsteller und Pfarrer (* 1797)
- 26. Oktober: Therese von Sachsen-Hildburghausen, Königin von Bayern (* 1792)
- 28. Oktober: Heinrich Friedrich Otto Abel, deutscher Historiker (* 1824)
- 29. Oktober: Paul Wilhelm Eduard Sprenger, österreichischer Architekt (* 1798)
- 30. Oktober: Georg Ludwig Dörell, deutscher Bergmeister und Erfinder der Fahrkunst (* 1793)
- 30. Oktober: Ferdinand Sauter, österreichischer Dichter (* 1804)
- 02. November: Anton Pann, rumänischsprachiger Lyriker, Komponist und Musikwissenschaftler (* zwischen 1794 und 1798)
- 05. November: George Cathcart, britischer General (* 1794)
- 07. November: Peter von Nobile, österreichischer Architekt (* 1774)
- 09. November: Elizabeth Schuyler Hamilton, US-amerikanische Philanthropin (* 1757)
- 22. November: José Joaquín Prieto Vial, Präsident von Chile (* 1786)
- 24. November: Friedrich Arnold, deutscher Architekt und Baubeamter (* 1786)
- 29. November: Joaquín de San Martín y Ulloa, Staatschef der Provinz El Salvador in der Zentralamerikanischen Konföderation (* 1770)
- 03. Dezember: Johann Peter Eckermann, deutscher Dichter (* 1792)
- 04. Dezember: José Joaquín Guarín, kolumbianischer Komponist (* 1825)
- 13. Dezember: Andreas Buchner, deutscher Historiker und Theologe (* 1776)
- 15. Dezember: Kamehameha III., König von Hawaii (von 1825 bis 1854) (* 1813)
- 28. Dezember: James Turner Morehead, US-amerikanischer Politiker (* 1797)

### Genaues Todesdatum unbekannt
- Abdullah bin Abdul Kadir, malaysischer Gelehrter (* 1796)
- Giacomo Monzino, italienischer Gitarrist und Komponist (* 1772)
- Francesco Maria Travella, Schweizer römisch-katholischer Geistlicher und Schriftsteller (* 1802)